# 電車でGO!
電車でGO!（でんしゃでゴー）は、タイトーが制作した鉄道運転シミュレーションゲームのシリーズである。1996年（平成8年）に第1作目がアーケードゲームとして発表され（公式稼動は1997年（平成9年）3月）、その後アーケードゲーム向けの続編や、コンシューマーゲーム・パソコン向けの新作、携帯ゲーム機・携帯電話などへの移植作品が制作された。略称は『電GO!』。
本作は電車の運転士になりたかった人の夢を、実車さながらの臨場感でシミュレートさせようというものである。ゲームシステムは、あらかじめ設定されたダイヤどおりに列車を運転し、指定された停車位置にいかに正確に止めるかを競うものである。これに列車の加減速性能、速度制限、天候の変化などが要素として加わる。ゲームに登場する町や車両、路線は実際に存在するもので、精細な3次元コンピュータグラフィックスによって構築されている。発売から30年近くが経ち、連続立体交差事業（高架化）によって運転席からの景色が変わったり、登場する車両がすでに廃車になったり、路線自体がすでに廃線（名鉄美濃町線など）になったりと、現在とは異なる点は年々増えつつある。ただしこれらはあくまでゲーム用にそれらしく作られた架空のものであり、実際の鉄道運行計画や運転規則とは大幅に異なる。また、最速列車（「のぞみ」「みずほ」）でも約2時間半を要する山陽新幹線を約1時間で走破するなど、かなり凝縮した作りになっている。
なお本記事では、記事が作成されていないシリーズ作品についても説明する。

## 誕生までの歴史
もともとビデオゲームの黎明期のころから、タイトーおよび他社の開発スタッフには「鉄道車両の運転ゲーム」のアイデアがあったが、3Dゲーム/疑似3Dゲームにするにはコンピュータの性能などの技術的問題があり、仮に製作してもゲーム内容やルールがユーザーやゲームセンターへの来店客が理解しにくいこと、特に営業サイドからの「売れない（来店客に受けない）」という意見が根強く、長らく実現出来なかった。
そのなか、1997年（平成9年）当時のゲームセンターは格闘やドライブなどのマニア層に特化した機種が並んでいた中で、「一般客がもっと簡単に遊べ、興味をもたれるテーマとして鉄道に着目した」と、当時のプロジェクトリーダーであった齋藤晃は語っている。
1997年（平成9年）10月14日、鉄道の日にちなみ、東京の日比谷公園で鉄道をテーマにした展示会などが行われるイベント「第3回 鉄道フェスティバル」が開催された。そこにタイトーが『電車でGO!』を携えて参加した。フェスティバルの期間中、タイトーブースでは、発売より1ヵ月以上前のプレイステーション版が体験プレイできるとあって、長蛇の列ができる程の盛況を博していた。しかし、専用コントローラーは体験できなかった。また、アーケード版を使ったゲーム大会やクイズ大会も行われていた。
1997年（平成9年）12月13日・14日には、福島県のJR福島駅の新幹線改札内で、東北本線の開業110周年を記念して”東北本線110周年記念福島駅長杯”と題して開催イベントが行われた。駅の構内で鉄道模型の実演や写真展が行われているなか、プレイステーション用ソフト『電車でGO!』のゲーム大会が行われた。また同ソフトの体験コーナーも設置され、行列ができるほど人気を博していた。
また、ゲーム機の操作部分を実車さながらに、マスター・コントローラーを再現した筐体設計に対して、「ボタンを付ければ十分だ」という社内の声を押し返すのに苦労したと言う。完成度は、本物の運転手養成学校の訓練用CGシミュレーションに類似するとも言われている。操作はアクセル(マスコンレバー)とブレーキと警笛(フットペダル)でのみ行う。踏切事故や減速ペナルティ、運転ミスによる乗客の苦情もある。ボーナスゲームは機関車と貨車の連結。

## シリーズ概観
1996年（平成8年）の第1作目が発表されて以降、アーケードゲーム用と家庭用ゲーム機用に対して継続的に新作が発表されている。
アーケードゲーム
1997年（平成9年）にリリースされた第1作『電車でGO!』を皮切りに、2000年（平成12年）の『がんばれ運転士!!』まで、複数の作品がリリースされた。実際の運転台を模した専用筐体により、臨場感のあるプレイ感が得られる特徴がある。『がんばれ運転士!!』以降、メインシリーズは長年リリースされず、派生作品のリリースがいくつかされるのみの状況が続いていた。
旧アーケード版（特に『2高速編 3000番台』や『3』）は、2020年（令和2年）現在、青梅鉄道公園や碓氷峠鉄道文化むらなど、一部の鉄道車両保存施設でも現役で稼働している。
2016年（平成28年）8月8日、タイトーより稼働20周年を記念して、電車運転士体験ゲーム『電車でGO!!』（アーケード版）およびパズルゲーム『連結!電車でGO!』が発表された。パズルゲーム版は2016年（平成28年）冬以降に配信予定かつアーケード版と連携予定であったが、のちに開発中止が発表された。アーケード版は2017年（平成29年）11月7日より全国のゲームセンターで稼働中だが、2025年（令和7年）3月1日をもってネットワークサービスが終了し、JR東日本京浜東北線・JR東海中央線・JR西日本大阪環状線・名鉄名古屋本線・阪神本線が運転できなくなったほか、NESiCAサービスも終了となった。
家庭用ゲーム機
1997年（平成9年）12月に第1作のアーケード版がPlayStationへ移植されるとこちらも大いに人気を博し、最終的な累計売上は約102万本を記録した。専用コントローラの「電車でGO! コントローラ」（型番：SLPH 00051）は品薄となり、入手困難な時期が続いた。その後も各種家庭用ゲーム機へと移植された他、家庭用ゲーム機オリジナル作品も複数発売された。
タイトーは「現状のハード（PS2）ではこれ以上のソフトの進化は不可能」として、2004年（平成16年）5月27日に発売された『電車でGO! FINAL』をもって純粋な新作の製作を長らく休止していた。
過去に発売された作品の移植作はPSPやWii（任天堂）、携帯電話アプリ向けとして製作されている。携帯電話アプリ用の作品については、シリーズ初登場となる路線も製作されている。アンバランスからWindows版が発売されていたが、2011年（平成23年）までに全作品の生産が終了している。
2010年（平成22年）7月に発売されたDS版『電車でGO!特別編 〜復活!昭和の山手線〜』からは、同年にタイトーの家庭用ゲーム部門がスクウェア・エニックスに吸収合併されたため、同社から販売されることになった。タイトーは引き続き携帯電話アプリ版を製作するほか、本シリーズの著作権も保有し続けている（DS版の著作権表記もタイトーとスクウェア・エニックスの連名で向谷実監修）。
2020年（令和2年）9月9日、スクウェア・エニックスより、AC版『電車でGO!!』をベースとした、『電車でGO!! はしろう山手線』をPlayStation 4およびNintendo Switchにて発売することが発表された。PlayStation 4版はPlayStation VRに対応。PS4版は2020年（令和2年）12月3日に発売され、Switch版は2021年（令和3年）3月18日に発売されている。ファミ通のクロスレビューの評価は8/8/8/8の32点（40点満点）でゴールド殿堂入りしている。また、Nintendo Switch向けに瑞起から専用コントローラーが発売された。

## ゲームシステム
基本的にダイヤや速度制限、信号等を守りながら駅に到着し、停止位置に正確に止めることがポイントである。大半の作品では持ち時間制が採用され、運行上守らなくてはいけないルールを破るとペナルティとして持ち時間（なお『電車でGO!! はしろう山手線』では持ち時間がミッションゲージとしてゲージ化されている）が減点される。持ち時間が0秒になるとゲームオーバーになる。
一部の作品では別のルールが採用されており、『旅情編』では  ｢持ち点制｣  、『がんばれ運転士!』や『FINAL』では「ライフ制」が採用されている。『新幹線 山陽新幹線編』では、出発駅から停車駅までの走行が採点され、一定点未満と評価されるとゲームオーバーになる。

### 標識・信号など
運転士知らせ灯
ドアが閉まって発車しても良いときに点灯する。ゲーム中では「車内信号」と呼称されているが、実際の鉄道運転においてはこれを「戸閉め灯」と呼ぶ。
たとえ出発信号機が進行を現示しても、これが点灯する（一部作品では点灯に加えてブザー・電鈴が鳴る）前に力行すると減点される。ブレーキを解除するだけでは問題ない（『新幹線 山陽新幹線編』を除く）が、駅に勾配がある場合は車両が流転してしまう。この場合は力行していなくても減点となる。
アーケード版またはPS2版『3』で「専用コントローラType2」を使用してプレイしている場合は画面に表示されず、筐体・コントローラの戸閉めランプに直接表示される。
信号
高速進行・進行・減速（『2』以降）・注意、警戒（『2』以降）・停止の6種類があり、減速は70 km/h（一部60、65、75 km/h）以下、注意は45 km/h（一部50、40、15 km/h）以下、警戒は25 km/h以下で走行しなければならない。信号機は高速進行のみ5灯式、他は4灯式もしくはそれ以下。進行・高速進行以外の現示は、基本的に前の駅までの到着時刻がダイヤより早い場合に発生するが、一部進行以外の現示が必ず出る設定になっている信号機も存在する。
信号機を通過した際の速度が信号の制限速度を超過していると減点（『プロフェッショナル2』などではオーバーした速度分、1 km/hにつき1秒）され、自動列車停止装置（ATS）が作動して強制的に停車させられる。『2』以降では、ATS確認（ブレーキ操作をしながらアーケード版ではSTARTボタン、PS版ではBボタンもしくはSELECTボタン、DC版ではRトリガー（専用コントローラの場合はSELECTボタン）、Windows版のキーボードではスペースキーを押す）で強制停車は回避できるが、次の信号の現示がさらに下位のもの（高速進行→進行、進行→減速、減速→注意、注意→警戒、警戒→停止）になってしまう。
初代のみシステムが異なり、注意信号が表示された場合でもATSは作動せず、通過速度が45 km/h以下なら進行信号が表示され、それ以上なら停止信号が表示され強制的に停車させられる。
『名古屋鉄道編』までは切欠きホームや頭端式ホームに進入する際の信号は進行現示だったが、『3』の鉄人モードでは、東京駅中央線ホーム、京都駅山陰本線ホームでは注意信号が現示され、45 km/h以下で進入した上でATS確認を行わなければならない（ゲームモードでは進行現示）。『プロフェッショナル2』では高松駅では50 km/h、敦賀駅・早岐駅の切欠きホームと佐世保駅では40 km/h、鶴見線の終着駅では15 km/hでそれぞれ注意信号が表示される（いずれもATS確認は不要）。
停止信号が現示された場合は、停車すると信号の現示が変化する（停車してから現示が変化するまでの間は時間経過が停止する）。『FINAL』を除き、停止以外の信号現示は変化しない（無論時刻は関係ない）。『2』以降ではグラフィックでも確認できるが、ハードの性能の関係で信号の近くでないと見ることができない。
高速進行は、681系で運転されるほくほく線特急「はくたか」でのみ現示される。実際の進行現示は「130 km/h以下で進まなければならない」ことを指すが、ゲーム内では高速進行と進行は同一の現示として扱われており、進行現示で130 km/hを超えた運転に対してのペナルティはない。ただし、高速進行から減速を指示する信号が出される際の挙動がやや異なっており、実際の「高速進行（緑+緑）→進行信号（緑）」（信号喚呼地点から設置地点までの400 mで、高速進行信号の速度150 km/h程度から進行信号の速度130 km/hまで減速する）という現示ではなく、「高速進行（緑+緑）→減速信号（黄+緑）」（400 mで150 km/h程度から減速信号の速度70 km/hまで減速する）という現示がなされる。
その他、滅多に見られないが「先行列車追いつき」によるATS作動も存在する（初代の東海道本線では後述の発光信号と絡むバグがある）。
臨時信号機
初代の山手線において、ダイヤより大幅に早着した場合と、『プロフェッショナル2』の湘南新宿ラインにおいて武蔵野線大宮支線（貨物線）と分岐した直後（北浦和駅付近）と長崎本線佐賀駅 - 伊賀屋駅間に登場する。
初代では徐行予告信号機が表示されるので、その後徐行信号機が表示されるまでに指示された速度（25 km/h）以下に減速し、徐行解除信号機の地点までその速度で走行しなければならない（本来は編成最後尾の車両が徐行解除信号機の位置を通過するまで徐行する必要があるが、この作品では徐行解除信号機が表示された時点で速度制限は解除される）。無視すると大幅な減点となるが、ATSは作動しない。後に『プロフェッショナル仕様』では、山手線と京浜東北線において信号システムが改良され、現実同様にATCでの運転となっている。
誘導信号機
『プロフェッショナル2』において、瀬戸大橋線宇多津駅および長崎本線・佐世保線早岐駅で連結作業を行うダイヤでは、場内信号機により駅の手前で一度停止することになる。停止してしばらくすると誘導信号機が点灯して進入許可となり、15 km/h以下で進行することができる。
緊急停止信号（特殊信号発光機）
『3』までの作品に登場（『2』は『3000番台』『64』のみ、『汽車でGO!』は除く）。踏切事故イベントが発生した際に表示される。この場合に限って非常ブレーキの使用が認められており、画面上にもベル音と共に「非常ブレーキ使え」と指示が出される。踏切上に停車中の自動車と衝突する前に停止できた場合はボーナス、衝突してしまうと減点される。
このイベントは一部の路線で大幅な早着をした際に発生する。なお『名古屋鉄道編』では信号が拡大表示される前からグラフィック上にて確認できる。
速度制限標識
曲線や設備の都合上、列車の速度を制限しなければならない箇所に設置されている（駅構内・カーブ・ポイントなど）。制限速度を超過すると減点（5 - 25秒）されるが、ATSは作動しない。
（初代のみ）出発直後など電車の速度が十分低い時点で予告なしに表示される。
（『2』以降）表示が点滅しているときは予告を示しており、点灯する（制限区間の開始）までに減速しないと減点になる。
（『3』以降）ハード性能の向上により、グラフィック上にも設置地点が表示されるようになった。また『3』の鉄人モードでは予告表示がないため、予め設置地点を把握しておく必要がある。
警笛標識
危険な場所に設置されており「警笛鳴らせ」と表示される（トンネル、橋、踏切など）。警笛を鳴らさないと減点される（減点されないものもある）。
勾配標識
上り勾配では列車の速度が低下、下り勾配では上昇する。
セクション標識
『2』の秋田新幹線より登場。予告・開始・終了の3つ（『旅情編』は逆三角の標識1つのみ）があるが、拡大表示はされずグラフィック上でのみ確認できる（後述のデッドセクションを除く）。開始標識から終了標識までの間、惰性走行（ブレーキは可）をすることでボーナスが得られる。
この区間で力行するとボーナスは得られず、停車した場合には減点される。（PS版を除く『2』のみ減点はないが、再発車できなくなりプレイ続行が不可能となる）。
『プロフェッショナル2』の湖西線のデッドセクションは交直を切り替えるセクションであることから、惰性走行を強制される。このため標識の拡大表示があり、惰性走行をしないとヒューズが溶断して緊急停車のうえ、減点される（逆に成功時のボーナスはない）。
停車場接近標識
『新幹線 山陽新幹線編』のみ。停車場が近いことを示す。
停止位置標識
列車を停止させる位置を示す。『新幹線 山陽新幹線編』『プロフェッショナル2』『FINAL』では、運転士による停止位置確認歓呼がある。
列車交換
単線区間にある信号場における列車交換。『2』のほくほく線から登場。閉塞信号は通常の駅間と同じである。
『2』では、快速越後湯沢行き上級のみ前駅の各停車駅の早着秒数合計が12秒以上で発生し、列車交換を行う場合は主信号機は「減速」→「減速」→「停止」と変化していたが、『プロフェッショナル仕様』の田沢湖線・ほくほく線は、ダイヤによって交換する信号場が決まっており、主信号機は「減速」→「注意」→「停止」と変化する。早着による信号変化は駅に停車した場合と同様である。
『2』と『プロフェッショナル仕様』では、所定の停止位置に近い位置に停車した場合は列車交換の旨を伝えるアナウンスが流れる。所定の停止位置から大きくずれて停車した場合は、アナウンスも流れず交換列車も出現しない。
『旅情編』の江ノ島電鉄線峰ヶ原信号場は全ての列車が列車交換を行う。停止位置をオーバーランした場合は制限速度超過とみなされ減点される。
なお、『プロフェッショナル仕様』の田沢湖線志度内信号場、『汽車でGO!』の磐越西線沼上信号場、『プロフェッショナル2』の佐世保線西有田信号場では列車交換は行われない。

### 主なペナルティ
ダイヤ遅れ
到着・通過時刻に遅れたとき、1秒につき1 - 5秒減点される。『新幹線 山陽新幹線編』『プロフェッショナル2』は難易度によって変化。『FINAL』では6 - 15秒以上の延着で初めて減点が行なわれる。『旅情編』では1分ごとに減点される。
早着
『新幹線 山陽新幹線編』『プロフェッショナル2』、アプリ版に登場。『新幹線 山陽新幹線編』『プロフェッショナル2』では1秒以上、アプリ版では6秒以上の早着で1秒につき1 - 2秒減点される。
オーバーラン
停止位置をオーバーすると、運転評価で合格範囲からオーバーした距離分（1 mオーバーにつき1 - 3秒、『3』の鉄人モードは1 mオーバーにつき5秒）減点される。『2』『名古屋鉄道編』『汽車でGO!』の初級では20秒以上は減点されない。『旅情編』『FINAL』は合格範囲に停車できなかった場合の減点は一定である。
急制動（急ブレーキ）
約20 km/h以上で非常ブレーキを使用すると減点される（緊急停止信号が出ている場合を除く）。ただし『FINAL』を除き、すぐに非常ブレーキを解除すると減点されない。
『3』の鉄人モード、『新幹線 山陽新幹線編』『FINAL』のノーマルモードでは、常用ブレーキでも乱暴にブレーキを扱うと急制動として減点されることがある。
『新幹線 山陽新幹線編』『プロフェッショナル2』の場合、低速で強いブレーキをかけると減点され、『プロフェッショナル2』では停止位置ボーナスも獲得できない。
駅進入速度超過
初代のみ。駅構内進入時（正確には場内信号を喚呼した時点）に規定の速度（山陰本線は基本70 km/h、他路線は基本75 km/h）を超過していたとき、運転評価で超過した速度分減点となる。
駅構内再加速
駅構内で再加速すると、運転評価で減点される（『2』の上級では加速状態のまま構内に進入しても減点になる）。なお『汽車でGO!』の初級と『プロフェッショナル2』『東京急行編』では減点対象にはならない。
『がんばれ運転士!』では20 m、『旅情編』では11 m、『FINAL』では50 m以上手前での再加速は駅構内であっても減点対象外。
非常制動停車
『2』以降。駅構内で非常ブレーキを使ったとき、運転評価で減点される（高速編・名古屋鉄道編の初級を除く）。「急制動」と異なり使った時間がわずかでも減点対象となる。
『プロフェッショナル仕様』『名古屋鉄道編』『汽車でGO!』では車止めや連結待機中の車両に激突した場合も非常制動停車として扱われる（減点秒数も同じ）。
発車前ブレーキ解除
『新幹線 山陽新幹線編』のみ。知らせ灯点灯前にブレーキを解除したとき。コントローラーによっては発車前にブレーキを解除できないこともあるが、その場合でもブレーキを解除する操作をすると減点される。
加速中ブレーキ
『新幹線 山陽新幹線編』のみ。マスコンを入れている状態で、ブレーキをかけた際に減点される。
知らせ灯無視
知らせ灯がつく前に力行したとき（『名古屋鉄道編』『東京急行編』は知らせ灯点灯後に電鈴が鳴ってから力行しないと減点となる）。
標識無視
警笛標識が出ているときに警笛を鳴らさなかったとき。
警笛過剰
『2』などを除く。警笛を不必要にたくさん鳴らしたとき。
不必要警笛
『新幹線 山陽新幹線編』『プロフェッショナル2』に登場。発車する前に警笛を鳴らしたとき。
速度制限超過
制限速度をオーバーしたとき。PS2版『3』の鉄人モードとFINALは1km/hでもオーバーすれば減点となる。PS2版『3』の鉄人モードとFINAL以外は2 - 3km/hをオーバーすれば減点となる。
信号無視
信号で現示されている制限速度をオーバーしたとき。『2』などではオーバーした速度分減点（1 km/hにつき1秒）されるが、難易度により減点秒数に上限がある場合（例えば、『2』の京浜東北線では、制限速度を21 km/h以上超過したとしても20秒の減点で収まる）と、最低でも一定秒が減点され上限がない場合に分かれる（『2』の特級路線では3 km/hの超過でも10秒減点される）。同時にATSが作動して強制的に停車させられる。
なお速度制限超過と信号無視は、『3』の鉄人モード以外では制限速度からのわずかな速度超過は許容される。厳しい路線では1 km/hまで、緩い路線では4 km/hまでの超過は減点されない。
『名古屋鉄道編』の美濃町線および犬山橋、『旅情編』（江ノ電を除く）では、鉄道用信号のほかに道路交通用の信号にも従う必要があり、こちらに関しても違反すると減点対象となる（赤の状態で停止位置から先に進んだ場合15秒減点、停止位置を越えて赤になった場合は減点されない）。
交通妨害
『名古屋鉄道編』の美濃町線において、交差点内で不必要な低速運転、もしくは停止した場合に2秒ごとに減点される。
ATCブレーキ作動
ATC指示速度を超えた場合は、指示速度まで速度を落とされる上に減点される。『プロフェッショナル仕様』『新幹線 山陽新幹線編』のATC指示速度が最高速度（0系210 km/h対応車を除く）では2 km/hの速度超過でもATCブレーキは作動しない。
『新幹線 山陽新幹線編』の0系210 km/h対応車のATC指示速度が最高速度の場合と『FINAL』では、1 km/hでも超過すればATCブレーキが作動する。また、『2』のボーナスステージ区間である東北新幹線盛岡駅 - 新花巻駅間で指示速度を超えた場合はゲームオーバーとなり、同区間のコンティニュープレイもできない。
長時間停車
停止以外の信号が現示されているにもかかわらず列車を動かさずにいると、一定時間ごとに減点される。
セクション内停止
『2』以降（気動車は除く）。セクション内で停車したとき。
踏切事故回避失敗
『汽車でGO!』『プロフェッショナル2』『FINAL』を除く。踏切支障イベントが発生した際、止まり切れずに自動車に衝突すると5 - 20秒減点される。
緊急車両確認ミス
『名古屋鉄道編』の美濃町線において、救急車が通過する際に停車していなかった場合。
車止め激突
『2』の特級と『3』のみ。車止めに激突すると高速編は20秒、3は99秒減点される。
接触事故
『名古屋鉄道編』の美濃町線や『旅情編』（江ノ電を除く）では、道路を走行している自動車と接触すると減点される。
乱暴な運転
『FINAL』のみ登場。マスコンまたはブレーキの上下を不必要に繰り返すと減点される。

### ボーナス
停止位置0 m
停止位置に0 m（作品毎に0 m停車の判定条件が異なる、下記参照）で止めたとき、ダイヤの誤差が±2秒以内なら「Great!」、それ以外なら「Good」となる。ただし、『3』では停止位置合格範囲の中なら定着だけでも「Good」となる。さらに『2』『プロフェッショナル仕様』『名古屋鉄道編』『汽車でGO!』『3』では0cmで停車すると「EXCELLENT!!」となる。「EXCELLENT!!」の場合のボーナスはかなり大きい（『2』『プロフェッショナル仕様』『名古屋鉄道編』『汽車でGO!』『3』のノーマルモードで10秒。『3』の鉄人モードで20秒）。ただし、『3』以降では定着でないと「Great!」を獲得できない。また運転評価で減点される行為（非常制動停車など）を行った場合は加点されない。持ち時間制の作品では「Great!」を連続で取ると1秒ずつ獲得秒数が増えて行くが、0 m停車に失敗するか運転評価で減点された場合は獲得秒数がリセットされる。
ライフ制の『がんばれ運転士!!』では、4回連続で0 m停車を達成するとライフが1つ回復する。
- 停止位置0 mの判定基準

アーケード用およびPS作品までは、停止位置の前後49 - 50 cm以内（PS版ではゲーム設定によって50 cmとなる）。
『新幹線 山陽新幹線編』では、停止位置の前後30 cm以内（ただし、超特級の場合は前後10 cm以内）。
『がんばれ運転士!!』（『旅情編』）は、停止位置手前25 cm以内。あくまで「手前」であるので、停止位置を1cmでも行き過ぎるとオーバーランとなり減点対象となる。
『プロフェッショナル2』では、前後99 cm以内（ただし、ダイヤの難易度によっては前後30 cm以内）。
『FINAL』では、停止位置前後30 cm以内で「Fantastic!!」と表示される。
携帯アプリでは、常に停止位置前後99 cm以内。
定通
『2』以降。定刻に1秒の誤差もなく駅を通過したとき。定通位置はシリーズによって異なる（『3』まではホーム先端、『新幹線 山陽新幹線編』はホーム上の駅長事務所の前、『プロフェッショナル2』『FINAL』は駅本屋）。定時通過の略。残り時間制の作品では連続で成功すると加点が1秒ずつ増えていく。初代には駅を通過するシチュエーションはあるが、通過時刻は指定されていない。『新幹線 山陽新幹線編』『プロフェッショナル2』『FINAL』では、難易度によっては定通許容時刻が±5秒ほどある（難易度の低い列車を運行している場合は許容範囲が大きく5 - 7秒ほどもあり、逆に難易度の高い列車の場合はほとんど定通に近いタイムで通過しなければならない、3 - 1秒程度）。『旅情編』のみ±15秒で定通となる。
定刻
『3』では定通と定着が統合され、各駅を通過もしくは到着する際のダイヤとの誤差が1秒以内の場合は、ボーナスが得られる。連続して獲得すると1秒ずつ獲得秒数が増えて行くが、定通・定着に失敗すると獲得秒数がリセットされる。定着の際は合格範囲に停車する必要がある。ただしたとえ定着しても運転評価で減点される行為（非常制動停車など）を行った場合はボーナスは獲得できず、獲得秒数はリセットされる。
『旅情編』の場合、±15秒に停車すればボーナスとなる。
定通ポイント
『新幹線 山陽新幹線編』『プロフェッショナル2』『FINAL』に登場。駅以外に設けられた特定の定通ポイントを定刻で通過したとき。
『プロフェッショナル仕様』の東海道線は、並行する京浜東北線の東海道線列車が停車しない駅を通過するシチュエーションはあるが、通過時刻は指定されていない。『新幹線 山陽新幹線編』は通過許容時刻があり、『プロフェッショナル2』は湘南新宿ラインの場合は並行する山手線・京浜東北線・埼京線の湘南新宿ラインが停車しない各駅と蛇窪信号場、瀬戸大橋線では瀬戸大橋上にそれぞれ設けられた定通ポイントを定刻で通過した場合はボーナスが得られる。『FINAL』『山陽新幹線編EX』では、定通ポイントの通過予測時刻が表示されるようになっている。
定速ポイント
『新幹線 山陽新幹線編』『プロフェッショナル2』『FINAL』に登場。特定の定速ポイントを指定された速度で通過した時ボーナスが得られる。
隠し警笛（ミュージックホーン）
橋梁やトンネル進入前、保線員が作業している地点など、特定の場所で鳴らすとボーナスがもらえることがある。
『旅情編』の場合は踏切の手前で鳴らしたり、坊っちゃん列車では発車時やホーム手前で鳴らすともらえる。
隠しドレイン
『汽車でGO!』のみ。発車時および走行中に特定の場所で使用すると、ボーナスがもらえることがある。
セクション通過
セクション内で力行をせず通過したとき。
※『2』以降。交流電化区間に限るが、気動車は対象外。
ボーナスゲーム
特定の駅にノーコンティニューで到着すると車両を連結するボーナスゲームが始まり、それに成功するとボーナスがもらえる。
初代はコンテナ貨車と国鉄EF66形電気機関車の連結。
『2』『プロフェッショナル仕様』（一部を除く快速・普通列車のみ）は横川駅における特急「白山」と国鉄EF63形電気機関車の連結。
『汽車でGO!』は信越本線での国鉄12系客車と国鉄EF63形電気機関車の連結、磐越西線郡山駅→会津若松駅間は、中山宿駅におけるスイッチバックで引き上げ線に後退させ所定の位置に停車させる。
『3』の鉄人モードでは「駅進入時にホームの端に立っている人に警笛を鳴らす」、「ある地点を特定の速度で通過する」。
『FINAL』は車両基地における201系・415系・211系など（車種はダイヤ毎に異なる）の編成同士との連結。
- 『汽車でGO!』における中山宿駅のスイッチバックはオーバーランした場合、『FINAL』は連結時に1 km/h以下であった場合と時速6 km/h以上を出した場合、それ以外は一定以上の衝撃を与えた場合はそれぞれ失敗となる。

連結ボーナスゲーム
一定時間内に決められた順序・速度で連結を成功させればクリアとなり、ボーナスがもらえる。さまざまな列車が連結できる。
『プロフェッショナル仕様』では盛岡駅での「やまびこ」・「こまち」連結と、天王寺駅での関空快速の大阪発列車とJR難波発列車との連結。
『プロフェッショナル2』は宇多津駅での特急列車同士の併結との早岐駅での特急「みどり」・特急「ハウステンボス」との併結。『プロフェッショナル2』の早岐駅の連結は特急「ハウステンボス」を運転した場合のみ行う。
- なお『プロフェッショナル仕様』では連結が不十分だったり一定以上の衝撃を与えた場合、『プロフェッショナル2』は1 km/h以下で連結、時速5 km/h以上を出した場合はそれぞれ失敗となる。

危険回避合格
踏切支障イベントで自動車に衝突する前に停車できた場合、5 - 15秒のボーナスがもらえる（『名古屋鉄道編』のみ300秒）。
緊急車両回避
『名古屋鉄道編』の美濃町線のみ。救急車が緊急走行しながら接近して来る地点があるので、通過するまでに停車していると「Good」となり加点される。
一時停止ボーナス
『旅情編』のみ。函館市交通局の谷地頭手前の下り勾配のカーブで一旦停止するともらえる。
音声喚呼入力
『64』で音声認識システム使用時のみ。信号が表示されてから一定時間内に「進行」などを正しく喚呼したとき、1秒獲得できる。
制限速度確認
携帯アプリのみ。制限速度予告が表示され、一定時間内に0 - 9（ダイヤル）ボタンを入力したとき。またはナビ上の制限速度の点滅表示と0ボタンの入力が同じ時間だったとき。

## シリーズ作品
各作品の収録路線名の表記は、実際の路線の正式名称ではないものもある。またダイヤ、使用車両、駅名など、現在とは異なっている場合もある。
コンピュータエンターテインメントレーティング機構（CERO）の審査を通した作品は全て全年齢対象となっている。
なお、各項目の「AC」は「arcade」の略で「アーケード（ゲームセンター用据え置き）版」を、「PS」はソニー・インタラクティブエンタテインメント製PlayStationシリーズ向けソフトウェアを、「Win」はマイクロソフト製Windowsシリーズの各日本語版を表す。

### 電車でGO!
- AC：1997年（平成9年）2月10日発売[11]（タイトル表記では1996年）
- PS：1997年（平成9年）12月18日発売（売り上げ：約102万本）
- Win：1999年（平成11年）4月23日（アンバランス（UNBALANCE）発売）
- GBC：1999年（平成11年）12月10日

アーケード版リリース後には、東京の新宿駅東口と大阪でイベント「電車でGO!運転手は君だ!祭り」が開催された。

またバージョンアップ版として『電車でGO! EX』がある。AC版は1997年（平成9年）9月ごろ稼動。セガサターン版は1998年（平成10年）10月1日発売。バグフィックスが行われたほかに「京浜東北線EXTRA」と「山手線EXTRA」が追加され、天候が雪の状態で運転が可能となっている。セガサターン版は当初は日本フレックスから発売される予定だったが、発売前に同社が倒産したためタカラが販売を引き継ぐ形となり、セガサターン対応専用コントローラーも同時に発売された。
携帯機用としてはワンダースワン版が1999年（平成11年）3月4日発売。ゲームボーイカラー版が1999年（平成11年）12月10日にサイバーフロントから発売。
その後PS用の廉価版として2003年（平成15年）1月30日に『SIMPLE1500シリーズ Vol.103 THE 元祖電車運転士』がディースリー・パブリッシャーから発売された。内容は『電車でGO!』と同様。

#### 収録路線・車両
運転できるのは以下の4路線であり、それぞれ無印とEXTRAの2種類がある。無印は全機種無条件で運転できるが、EXTRAは機種によって運転するための条件、運転できる路線が異なる。詳細は「#機種別選択可能路線一覧」を参照。
なお、収録路線を走る車両の全ては引退・転属している。
山陰本線（嵯峨野線）
普通（亀岡駅→京都駅）
- キハ58系
  - 発売当時すでに電化されていたが、収録された路線は全線非電化で嵯峨駅 - 馬堀駅間は1989年（平成元年）3月5日以前の旧線（現在の嵯峨野観光鉄道嵯峨野観光線）を走行する。実際の非電化時代との相違点として、嵯峨駅の駅名が電化後の「嵯峨嵐山」になっているほか、当時未開業の太秦駅も登場している。後に『プロフェッショナル仕様』で再録された際には、前者は「嵯峨」に修正されたが、太秦駅は依然として存在していた。『3』でも太秦駅は存在し、前者に関しても「嵯峨嵐山」名義に戻されている。
  - 本作で採用された理由として、齋藤晃が京都市出身で京都学園大学（京都府亀岡市、現：京都先端科学大学）へ通学しており、「他の路線が大都市圏の通勤路線ばかりだったので、渓谷の景色が楽しめ変化に富む線形だった」と暗に認める発言をしている。

京浜東北線（南行）
普通（品川駅→横浜駅）
- 209系
  - 各駅では発車メロディーが流れるが、タイトーが独自に作曲したオリジナルのものとなっている。

東海道本線（JR京都線）
快速（京都駅→大阪駅）/普通（高槻駅→大阪駅）
- 221系
  - このダイヤのみ快速運転を行う。なお実際の快速の停車駅とは異なっており、山崎駅を通過する。定通の概念がまだないため、通過時刻も定通ボーナスも存在しない。なお、ゲームのダイヤの停車駅を持つ列車が運転されたことはない。
  - 斎藤によると「実家は天王山麓にあり、東海道本線は日常的に目にしている景色」と言う点で採用に至ったと語る。

山手線（内回り）
普通（渋谷駅→東京駅）
- 205系
  - 京浜東北線と同様のオリジナルの発車メロディーが各駅で流れる。

#### 登場駅
京浜東北線
品川・大井町・大森・蒲田・川崎・鶴見・新子安・東神奈川・横浜
山手線
渋谷・恵比寿・目黒・五反田・大崎・品川・田町・浜松町・新橋・有楽町・東京
山陰本線
亀岡・馬堀・保津峡（現：トロッコ保津峡）・嵯峨嵐山・太秦・花園・二条・丹波口・京都
東海道線
京都・西大路・向日町・長岡京・高槻・摂津富田・茨木・千里丘、岸辺・吹田・東淀川・新大阪・大阪

#### ゲーム内容
オープニング映像には、CGを用いたもの（使用曲は「Go! Go! Train」）と実写を用いたもの（使用曲は「Wind Of Blue」）の計2種類がある。エンディング映像には、CGを用いたものが2種類（コンティニューの有無によって映像が異なる）と各路線ごとに実写を用いたものが4種類（ハード以上でノーコンティニュークリアするとその路線に応じた映像が流れる）の計6種類がある（いずれも使用曲は「Take Me Sunset」）。
ランキングは1路線（無印・EXTRAおよびFREE・SNOWは区別しない）につき、10位以内までネーム・エントリーができる。
難易度は山陰本線のみ「初級」、他は「上級」となっている。ダイヤは後発作品では5秒単位で設定されているが、この作品のみ1秒単位で設定されている。また難易度設定により各駅の到着時刻が数秒ほど変化し、難易度の設定が高いほど早くなる。
PS版には各路線の無印が運転できる「業務用モード」に加え、山陰本線の亀岡→馬堀間を鉄ちゃんの指示通りに運転する「入門モード」と、『SIDE BY SIDE SPECIAL』の体験版が収録されている。タイトーから発売されたPS版の専用コントローラーはブレーキバーとマスターコントローラーが配置され、「ミニチュアの運転席」といった趣になっている。
閉塞間隔は路線ごとに固定されており、次停車駅の停止位置を基準に山陰本線は330 m間隔、京浜東北線は400 m間隔、東海道本線は450 m（EXTRAは350 m）間隔、山手線は300 m間隔となっている。
この作品では停車駅ごとに駅構内進入制限速度が設定されており、それを超えてホームに進入すると停車後に減点される。進入速度は基本的に山陰本線が70 km/h、京浜東北線・東海道本線・山手線が75 km/hだが、山手線を除き一部の駅では例外的にそれよりも低い速度となっている。
PS版には当作品の体験版があり、山陰本線のみ運転できるようになっている（残りの路線は「工事中」と表示され選択できない。）。
SS版には各路線の無印とEXTRAが運転できる「ORIGINAL MODE」に加え、隠し機能として、持ち時間が999秒の状態から運転する「FREE MODE」と、常時天候が雪の状態で運転する「SNOW MODE」が収録されている。

#### 機種別選択可能路線一覧
- ●：選択可能
- ○：一定条件を満たすと選択可能
- ×：選択不可能
- 「備考・その他」はイベントが発生する駅または駅間と括弧内にそのイベント内容などを記載している。

| モード                                                         | 路線名                    | 列車種別 | 乗務区間                              | 使用車両 | 級位 | 初期 持ち時間 | 天候 | 備考 その他                                                                                             | 製品版 | 製品版 | 製品版 | 製品版 | 製品版 | 製品版 | 製品版 | 製品版 | 体験版 |
| モード                                                         | 路線名                    | 列車種別 | 乗務区間                              | 使用車両 | 級位 | 初期 持ち時間 | 天候 | 備考 その他                                                                                             | 無印   | 無印   | 無印   | 無印   | 無印   | 無印   | EX     | EX     | 無印   |
| モード                                                         | 路線名                    | 列車種別 | 乗務区間                              | 使用車両 | 級位 | 初期 持ち時間 | 天候 | 備考 その他                                                                                             | AC版   | 復刻版 | PS版   | WS版   | WIN版  | GBC版  | AC版   | SS版   | PS版   |
| -------------------------------------------------------------- | ------------------------- | -------- | ------------------------------------- | -------- | ---- | ------------- | ---- | --- | ------ | ------ | ------ | ------ | ------ | ------ | ------ | ------ | ------ |
| 入門モード                                                     | 山陰本線                  | 普通     | 亀岡駅 ↓ 馬堀駅                       | キハ58系 | なし | なし          | 晴   | 鉄ちゃんの指示に従って運転する                                                                          | ×      | ×      | ●      | ×      | ×      | ×      | ×      | ×      | ×      |
| 業務用モード ORIGINAL MODE                                     | 山陰本線                  | 普通     | 亀岡駅 ↓ 嵯峨嵐山駅 丹波口駅 ↓ 京都駅 | キハ58系 | 初級 | 30秒          | 晴   | 保津峡駅→嵯峨嵐山駅間 （注意信号） 嵯峨嵐山駅→丹波口駅間は省略                                          | ●      | ●      | ●      | ●      | ●      | ●      | ●      | ●      | ●      |
| 業務用モード ORIGINAL MODE                                     | 京浜東北線                | 普通     | 品川駅 ↓ 横浜駅                       | 209系    | 上級 | 30秒          | 晴   | 大森駅→蒲田駅間 鶴見駅→新子安駅間 （踏切事故） 蒲田駅→川崎駅間 （注意信号） 新子安駅 （ボーナスゲーム） | ●      | ●      | ●      | ●      | ●      | ●      | ●      | ●      | ×      |
| 業務用モード ORIGINAL MODE                                     | 東海道本線                | 快速     | 京都駅 ↓ 大阪駅                       | 221系    | 上級 | 30秒          | 晴   | 長岡京駅→高槻駅間 （踏切事故） 茨木駅 （ボーナスゲーム）                                                | ●      | ●      | ●      | ●      | ●      | ●      | ●      | ●      | ×      |
| 業務用モード ORIGINAL MODE                                     | 山手線                    | 普通     | 渋谷駅 ↓ 品川駅 ↓ 東京駅              | 205系    | 上級 | 30秒          | 晴   | 恵比寿駅→目黒駅間 大崎駅→品川駅間 品川駅→田町駅間 （徐行標識） 田町駅 （ボーナスゲーム）                | ●      | ●      | ●      | ●      | ●      | ●      | ●      | ●      | ×      |
| 業務用モード ORIGINAL MODE                                     | 山陰本線EXTRA （LONG）    | 普通     | 亀岡駅 ↓ 京都駅                       | キハ58系 | 上級 | 30秒          | 晴   | 保津峡駅→嵯峨嵐山駅間 （踏切事故） 花園駅 （ボーナスゲーム）                                            | ○      | ○      | ×      | ×      | ●      | ×      | ○      | ●      | ×      |
| 業務用モード ORIGINAL MODE                                     | 京浜東北線EXTRA （EXTRA） | 普通     | 品川駅 ↓ 横浜駅                       | 209系    | 上級 | 30秒          | 雨   | 大森駅→蒲田駅間 鶴見駅→新子安駅間 （踏切事故） 蒲田駅→川崎駅間 （注意信号） 新子安駅 （ボーナスゲーム） | ×      | ×      | ×      | ×      | ×      | ×      | ○      | ●      | ×      |
| 業務用モード ORIGINAL MODE                                     | 東海道本線EXTRA （EXTRA） | 普通     | 高槻駅 ↓ 大阪駅                       | 221系    | 上級 | 30秒          | 晴   | 吹田駅 （ボーナスゲーム）                                                                               | ○      | ○      | ×      | ×      | ●      | ×      | ○      | ●      | ×      |
| 業務用モード ORIGINAL MODE                                     | 山手線EXTRA （EXTRA）     | 普通     | 渋谷駅 ↓ 品川駅 ↓ 東京駅              | 205系    | 上級 | 30秒          | 雨   | 恵比寿駅→目黒駅間 大崎駅→品川駅間 品川駅→田町駅間 （徐行標識） 田町駅 （ボーナスゲーム）                | ×      | ×      | ×      | ×      | ×      | ×      | ○      | ●      | ×      |
| FREE MODE                                                      | 山陰本線 （FREE）         | 普通     | 亀岡駅 ↓ 嵯峨嵐山駅 丹波口駅 ↓ 京都駅 | キハ58系 | 初級 | 999秒         | 晴   | 保津峡駅→嵯峨嵐山駅間 （注意信号） 嵯峨嵐山駅→丹波口駅間は省略                                          | ×      | ×      | ×      | ×      | ×      | ×      | ×      | ○      | ×      |
| FREE MODE                                                      | 京浜東北線 （FREE）       | 普通     | 品川駅 ↓ 横浜駅                       | 209系    | 上級 | 999秒         | 晴   | 大森駅→蒲田駅間 鶴見駅→新子安駅間 （踏切事故） 蒲田駅→川崎駅間 （注意信号） 新子安駅 （ボーナスゲーム） | ×      | ×      | ×      | ×      | ×      | ×      | ×      | ○      | ×      |
| FREE MODE                                                      | 東海道本線 （FREE）       | 快速     | 京都駅 ↓ 大阪駅                       | 221系    | 上級 | 999秒         | 晴   | 長岡京駅→高槻駅間 （踏切事故） 茨木駅 （ボーナスゲーム）                                                | ×      | ×      | ×      | ×      | ×      | ×      | ×      | ○      | ×      |
| FREE MODE                                                      | 山手線 （FREE）           | 普通     | 渋谷駅 ↓ 品川駅 ↓ 東京駅              | 205系    | 上級 | 999秒         | 晴   | 恵比寿駅→目黒駅間 大崎駅→品川駅間 品川駅→田町駅間 （徐行標識） 田町駅 （ボーナスゲーム）                | ×      | ×      | ×      | ×      | ×      | ×      | ×      | ○      | ×      |
| FREE MODE                                                      | 山陰本線EXTRA （FREE）    | 普通     | 亀岡駅 ↓ 京都駅                       | キハ58系 | 上級 | 999秒         | 晴   | 保津峡駅→嵯峨嵐山駅間 （踏切事故） 花園駅 （ボーナスゲーム）                                            | ×      | ×      | ×      | ×      | ×      | ×      | ×      | ○      | ×      |
| FREE MODE                                                      | 京浜東北線EXTRA （FREE）  | 普通     | 品川駅 ↓ 横浜駅                       | 209系    | 上級 | 999秒         | 雨   | 大森駅→蒲田駅間 鶴見駅→新子安駅間 （踏切事故） 蒲田駅→川崎駅間 （注意信号） 新子安駅 （ボーナスゲーム） | ×      | ×      | ×      | ×      | ×      | ×      | ×      | ○      | ×      |
| FREE MODE                                                      | 東海道本線EXTRA （FREE）  | 普通     | 高槻駅 ↓ 大阪駅                       | 221系    | 上級 | 999秒         | 晴   | 吹田駅 （ボーナスゲーム）                                                                               | ×      | ×      | ×      | ×      | ×      | ×      | ×      | ○      | ×      |
| FREE MODE                                                      | 山手線EXTRA（FREE）       | 普通     | 渋谷駅 ↓ 品川駅 ↓ 東京駅              | 205系    | 上級 | 999秒         | 雨   | 恵比寿駅→目黒駅間 大崎駅→品川駅間 品川駅→田町駅間 （徐行標識） 田町駅 （ボーナスゲーム）                | ×      | ×      | ×      | ×      | ×      | ×      | ×      | ○      | ×      |
| SNOW MODE                                                      | 山陰本線 （SNOW）         | 普通     | 亀岡駅 ↓ 嵯峨嵐山駅 丹波口駅 ↓ 京都駅 | キハ58系 | 初級 | 30秒          | 雪   | 保津峡駅→嵯峨嵐山駅間 （注意信号） 嵯峨嵐山駅→丹波口駅間は省略                                          | ×      | ×      | ×      | ×      | ×      | ×      | ×      | ○      | ×      |
| SNOW MODE                                                      | 京浜東北線 （SNOW）       | 普通     | 品川駅 ↓ 横浜駅                       | 209系    | 上級 | 30秒          | 雪   | 大森駅→蒲田駅間 鶴見駅→新子安駅間 （踏切事故） 蒲田駅→川崎駅間 （注意信号） 新子安駅 （ボーナスゲーム） | ×      | ×      | ×      | ×      | ×      | ×      | ×      | ○      | ×      |
| SNOW MODE                                                      | 東海道本線 （SNOW）       | 快速     | 京都駅 ↓ 大阪駅                       | 221系    | 上級 | 30秒          | 雪   | 長岡京駅→高槻駅間 （踏切事故） 茨木駅 （ボーナスゲーム）                                                | ×      | ×      | ×      | ×      | ×      | ×      | ×      | ○      | ×      |
| SNOW MODE                                                      | 山手線 （SNOW）           | 普通     | 渋谷駅 ↓ 品川駅 ↓ 東京駅              | 205系    | 上級 | 30秒          | 雪   | 恵比寿駅→目黒駅間 大崎駅→品川駅間 品川駅→田駅町間 （徐行標識） 田町駅 （ボーナスゲーム）                | ×      | ×      | ×      | ×      | ×      | ×      | ×      | ○      | ×      |
| SNOW MODE                                                      | 山陰本線EXTRA （SNOW）    | 普通     | 亀岡駅 ↓ 京都駅                       | キハ58系 | 上級 | 30秒          | 雪   | 保津峡駅→嵯峨嵐山駅間 （踏切事故） 花園駅 （ボーナスゲーム）                                            | ×      | ×      | ×      | ×      | ×      | ×      | ×      | ○      | ×      |
| SNOW MODE                                                      | 京浜東北線EXTRA （SNOW）  | 普通     | 品川駅 ↓ 横浜駅                       | 209系    | 上級 | 30秒          | 雪   | 大森駅→蒲田駅間 鶴見駅→新子安駅間 （踏切事故） 蒲田駅→川崎駅間 （注意信号） 新子安駅 （ボーナスゲーム） | ×      | ×      | ×      | ×      | ×      | ×      | ×      | ○      | ×      |
| SNOW MODE                                                      | 東海道本線EXTRA （SNOW）  | 普通     | 高槻駅 ↓ 大阪駅                       | 221系    | 上級 | 30秒          | 雪   | 吹田駅 （ボーナスゲーム）                                                                               | ×      | ×      | ×      | ×      | ×      | ×      | ×      | ○      | ×      |
| SNOW MODE                                                      | 山手線EXTRA （SNOW）      | 普通     | 渋谷駅 ↓ 品川駅 ↓ 東京駅              | 205系    | 上級 | 30秒          | 雪   | 恵比寿駅→目黒駅間 大崎駅→品川駅間 品川駅→田町駅間 （徐行標識） 田町駅 （ボーナスゲーム）                | ×      | ×      | ×      | ×      | ×      | ×      | ×      | ○      | ×      |
| 1. 2. 3. 4. 5. 6. 7. 8. 9. 10. 11. 12. 13. 14. 15. 16. 17. 18. |                           |          |                                       |          |      |               |      | |        |        |        |        |        |        |        |        |        |

### 電車でGO!2高速編
- AC：1998年（平成10年）3月ごろ稼動（タイトル表記では1997年）
- PlayStation・Win：1999年（平成11年）3月18日発売[16] - PS版には、高速編のサブタイトルはない[17]（売り上げ：約50万本）

車両・路線が追加された『電車でGO!2高速編 3000番台』はAC版が1998年（平成10年）9月ごろ稼動。DC版は2000年（平成12年）1月20日発売。さらにこの作品はNINTENDO 64向けに『電車でGO!64』として1999年（平成11年）7月23日に発売され、音声認識にも対応している。
携帯機用としてはWS版が『電車でGO!2』として1999年（平成11年）10月7日に発売。

### 電車でGO! プロフェッショナル仕様
- PlayStation：1999年（平成11年）12月9日発売
- Win：2001年（平成13年）6月15日/2004年（平成16年）9月17日発売

同作は『電車でGO!』の拡張仕様バージョンとされており、秋田新幹線から鹿児島本線に至るまで、10路線が収録されている。

### 電車でGO! 名古屋鉄道編
- PS：2000年（平成12年）1月27日発売
- Win：2000年（平成12年）12月1日/2007年（平成19年）4月13日（廉価版）発売

シリーズ初の私鉄編である。『電車でGO!』では初めてPlayStation向けに新規開発され、新たな試みとして路面電車やモノレールを収録。フリーラン機能もシリーズで初めて実装された。一部ダイヤは特定の条件を満たすと運転できるようになる（Windows版は最初から運転可）。
シリーズで唯一モノレールを運転できる作品である。なお、実際のモンキーパークモノレール線はスタフ閉塞式が採用されていたが、ゲームでは再現されておらず自動信号となっている。
宣伝キャラクターは岐阜県出身で、「私鉄沿線」をヒット曲に持つ野口五郎が担当した。おまけとして、ワンハンドルコントローラ専用のミニゲーム「ワンコンでDo?」が5種類ある。
2002年（平成14年）8月29日には廉価版として『SIMPLE1500シリーズ Vol.102 THE 電車運転士』がディースリー・パブリッシャーから発売。内容は『名古屋鉄道編』と同様。
2007年（平成19年）7月には、名鉄本線パートを携帯電話向けに移植した『電車でGO! 名鉄編』が配信された。

#### 収録路線・車両
名古屋本線
特急（一部特別車） 新岐阜行き（新名古屋駅→新岐阜駅）
- 1000系・1200系

急行 弥富行き（新名古屋駅→須ヶ口駅）
- 3700系

普通 新岐阜行き（須ヶ口駅→新岐阜駅）
- 6000系

高速 新岐阜行き（新名古屋駅→新岐阜駅）
- 3400系

犬山線
特急（全車特別車） 新鵜沼行き（新名古屋駅→新鵜沼駅）
- 1000系
- 1600系

特急「北アルプス」 高山行き（新名古屋駅→犬山駅）
- キハ8500系
- キハ8000系

急行 御嵩行き（新名古屋駅→岩倉駅）
- 7000系

普通 柏森行き（西春駅→柏森駅）
- 100系

美濃町線
普通 新岐阜行き（日野橋駅→新岐阜駅）
- モ880形

モンキーパークモノレール線
普通 動物園行き（犬山遊園駅→動物園駅）
- MRM100形

#### 登場駅
美濃町線（田神線・各務原線含む）
日野橋・琴塚・野一色・北一色・競輪場前・市ノ坪・田神・新岐阜
モンキーパークモノレール線
犬山遊園・成田山・動物園
名古屋本線
新名古屋（現：名鉄名古屋）・栄生・東枇杷島・西枇杷島・二ツ杁・新川橋・須ヶ口・丸ノ内・新清洲・大里・奥田・国府宮・島氏永・妙興寺・新一宮（現：名鉄一宮）・今伊勢・石刀・新木曽川・黒田・木曽川堤・東笠松・笠松・岐南・茶所・加納・新岐阜（現：名鉄岐阜）
犬山線
新名古屋・栄生・東枇杷島・下小田井・中小田井・上小田井・西春・徳重（現：徳重・名古屋芸大）・大山寺・岩倉・石仏・布袋・江南・柏森・扶桑・木津用水・犬山口・犬山・犬山遊園・新鵜沼

### 電車でGO!3通勤編
- AC：2000年（平成12年）3月ごろ稼動（タイトル表記では1999年）
- PS2：2001年（平成13年）3月15日発売

PS2用の廉価版として2003年（平成15年）3月27日に『SIMPLE2000シリーズ Vol.22 THE 通勤電車運転士』がディースリー・パブリッシャーから発売された。内容は『3』と同様だが、『山陽新幹線編』の体験版は収録されていない。

### 汽車でGO!
- PS：2000年（平成12年）3月16日発売
- Win：2001年（平成13年）2月9日[21]/2007年（平成19年）1月19日（廉価版）発売（開発：access）

蒸気機関車を運転するゲームとして登場したため、製品名は『汽車でGO!』となっている。先行する『プロフェッショナル仕様』および『名古屋鉄道編』と同様、アーケード版としてではなくPS版として開発された。
プレイ中に視点移動ができるほか、シリーズ初となる2人同時プレイ（機関士と機関助士）も可能である。操作方法も「電車でGO!操作」と「汽車操作」が選択できる。写真フロアにおける写真追加も「汽車操作」を選択してクリアしないと追加できない。また「汽車操作」を選択して、ツーハンドル式専用コントローラーなどの専用コントローラを使用した場合は空気ブレーキでの運転が可能であり、加減弁や逆転機操作も自動車のオートマチック車と同様の操作となる。ドレイン操作も自動操作となりドレインボーナスも獲得できない。

#### 収録路線・車両
京浜東北線
品川駅→上野駅
- C58 363
- C57 180

信越本線
高崎駅→軽井沢駅
- D51 498
- C57 180 
  - 磯部駅は「磯辺駅」と誤記されている。
  - 横川駅到着後、実際のSL列車では成し得なかったEF63形との連結作業のボーナスゲームが始まる。

磐越西線
新津駅→津川駅
- C57 180
- D51 498

郡山駅→会津若松駅（上戸駅 - 磐梯町駅間は省略）
- C57 180
- C58 363
  - 中山宿駅は1997年（平成9年）以前のスイッチバックが存在した当時を再現している。

#### 登場駅
磐越西線（ばんえつ物語号）
新津・東新津・新関・北五泉・五泉・猿和田・馬下・咲花・東下条・五十島・三川・津川
磐越西線（磐梯会津路号）
郡山・喜久田・安子ヶ島・磐梯熱海・中山宿・上戸（猪苗代湖畔・関都・川桁・猪苗代・翁島は省略）・磐梯町・東長原・広田・会津若松
信越本線（快速SL碓氷号）
高崎・北高崎・群馬八幡・安中・磯部・松井田・西松井田・横川・軽井沢
京浜東北線
品川・田町・東京・秋葉原・上野

### 電車でGO! 旅情編（がんばれ運転士!!）
- AC：2000年（平成12年）10月ごろ稼動
- PS2：2002年（平成14年）7月25日発売
- Win：2003年（平成15年）6月5日/2006年（平成18年）1月13日（廉価版）発売

オリジナルはアーケードゲームとしてリリースされた『がんばれ運転士!!』。持ち時間制ではなくライフ制である。
PS2版とWin版はタイトルが『電車でGO! 旅情編』に変更され、路線や車両が大幅に追加されている。ライフ制を持ち点制に変更、山陽新幹線にあった視点タイプの2種類追加、鉄ちゃんの代わりに案内人になるキャラクターが各路線に1人追加されているなど、大量の追加要素が収録された。
『電車でGO! 旅情編』の宣伝にはイメージキャラクターとして氷川きよしを起用した。PS2対応の旅情編専用コントローラ、およびWin対応の旅情編専用コントローラが同時発売された。

#### 収録路線・車両
収録路線は江ノ島電鉄（下り：藤沢駅→鎌倉駅）と伊予鉄道（5系統：松山駅前駅→道後温泉駅）のみ。
伊予鉄道
松山駅前線・本町線・市駅線・環状線
- モハ50形（56・70・1002）
- モハ2000形（2005）
- 坊っちゃん列車（1号機関車）

江ノ島電鉄
江ノ島電鉄線（藤沢駅 - 鎌倉駅）
- 300形（302-352）
- 500形（501-551）
- 1000形（1001-1051）
- 2000形（2001-2051）
- 10形（10-50）
- 100形（108）

京福電気鉄道
嵐山本線（四条大宮駅 - 嵐山駅）
北野線（帷子ノ辻駅 - 北野白梅町駅）
- モボ101形（モボ103・モボ105）
- モボ301形（モボ301）
- モボ501形（モボ501・モボ502）
- モボ611形（モボ611）
- モボ621形（モボ621）
- モボ631形（モボ631）
- モボ2001形（モボ2001）
- モボ21形（モボ26・モボ27）

函館市交通局（函館市電）
湯の川停留場 - 十字街停留場 - 函館どつく前停留場（5系統）
十字街停留場→谷地頭停留場（2系統）
- 500形（529）
- 710形（715・724）
- 800形（810）
- 1000形（1007）
- 3000形（3004）
- 8000形（8001・8004）
- 30形箱館ハイカラ號（39）
  - 「保田圭祭」という看板が登場する。

#### ゲーム内容
路面電車ならではの交通量の変化や道路上でのアクシデントがあり、また自動車のマニュアルシフトのごとく1段ずつノッチを進めて加速する手動加速制御（HL制御）やブレーキ動作・緩めに独特の操作を要する直通空気ブレーキの操作感覚も楽しめるが、PS2版で専用コントローラType2ならびに新幹線専用コントローラを使用している場合は直通空気ブレーキ操作は行えず、電気指令式ブレーキのみでの操作となる。沿線観光名所案内などもある。
なお、江ノ電でもワンマン運転を行える、電気指令式ブレーキ車も直通式空気ブレーキである、VVVFインバータ制御でもHL制御である、笛や発車ベルがドアが閉まった後に鳴る、自動ドアが実在しない「箱館ハイカラ號」や「坊っちゃん列車」でもドアが自動で開閉するなど、実物と全く異なる点が多い。
シリーズ中のJR・ほくほく線のワンマン列車と異なり、扉開閉やアナウンスを手動（自動に変更可）で行わなければならない（開閉ミスやアナウンス忘れをすると減点される）。今作は信号待ちなど、交通状況による遅延が発生しやすいため、定刻より1分以内の遅延であれば減点にならず、早着に関しては「お咎めなし」である。しかしオーバーランについてはシビアであり、停止線をわずか1cmでも超えた場合は減点になる。運行中の持ち点（ライフ）の精算は各駅到着後に行う。今作は駅などにいる人間が3Dポリゴンで描写されており、静止しているだけでなく歩行する。

### 電車でGO! 新幹線 山陽新幹線編
- PS2：2001年（平成13年）9月20日[23]発売
- Win：2002年（平成14年）12月13日/2005年（平成17年）11月4日（廉価版）発売

本作はJR西日本の路線を収録しているが、仙台総合車両所（現：新幹線総合車両センター）の紹介ムービーも入れているため、JR東日本ならびにジェイアール東日本企画も制作協力している。厳密にはJR東日本ならびにジェイアール東日本企画に許諾を取ったのは、当初計画では本作を当時の新幹線全路線を所有している本州3社に承諾を取り全路線運転出来るように開発を進めていたが、当時はゲームの承認を一切拒否していたJR東海1社のみが許可を下さなかったことで、予定を変更してJR東海1社を除いた路線で開発を継続していたが、今度は当時のDVD-ROMの容量制約に引っ掛かり、JR東日本の新幹線路線の収録も断念した。なお、JR東海は2014年（平成26年）に社長が柘植康英に交代した際に商品化許諾方針が見直され、ゲームについても、他のJR各社と同様に商品化許諾を認めるようになった。
本作はWii用タイトル『電車でGO! 新幹線EX 山陽新幹線編』として2007年（平成19年）3月1日に発売。NINTENDO 64以来の任天堂プラットフォームからのソフトである。

#### 収録路線・車両
山陽新幹線上下線
新大阪駅 - 博多駅
博多南線上下線
博多総合車両所 - 博多南駅 - 博多駅
- 0系
- 100系
- 300系
- 500系
- 700系7000番台
  - 全てJR西日本仕様で、300系は後年に撤去されることとなる9号車のパンタグラフが確認できる。

#### 登場駅
山陽新幹線・博多南線
新大阪・新神戸・西明石・姫路・相生・岡山・新倉敷・福山、新尾道・三原・東広島・広島・新岩国・徳山、小郡（現：新山口、Wii版では反映）・厚狭・新下関・小倉・博多・博多南

#### ゲーム内容
シリーズでは初めて、上り・下りの運転が楽しめるようになる。車両選択は主な車両を一部区間のみ運転できるダイジェストモードと、時刻表から列車を選択する時刻表モードとなっており、時刻表モードの選択画面はJR時刻表と同様のフォーマットである。従来のシリーズのプレイヤーがミスをすると持ち時間（秒）が減点されていく方式に対し、本作品では停車駅のみで運転評価を行い、所定以上の得点であれば継続プレイできる方式を採用した。そのため走行中にゲームオーバーで強制的に運行中止となることはなくなった（ただし、大幅な遅延または駅間に一定時間以上停車し続けた場合、2度の警告がされた後に強制的に運転が終了する）。さらに運転中の視点移動が可能となった（PS対応特製コントローラはビューチェンジのみで、上下左右の移動は不可）。列車の発車や到着時に、車内検札や車内販売など、様々な車内の1コマがランダムに出てくる。走行中に見える風景もワンパターンの繰り返しではなく、住居などのグラフィックも描かれている。
ホーム内の発車案内板は、新大阪駅がJR東海仕様の反転フラップ式案内表示機、ダイジェストモードの一部・三原駅・新岩国駅が国鉄仕様の反転フラップ式、それ以外の駅はJR西日本仕様のLED式となっている。
駅到着時の車内放送には、列車によって各駅で接続する路線の乗り換え案内が盛り込まれている（ただし、発車番線は入っているが発車時刻は省略されている）。車掌アナウンスには『電車でGO!旅情編』に引き続き立川真司を起用。
今作はATCがメインとなっており、速度変更でいきなりゲームオーバーにならないために「ナビゲーションシステム」を改良し、ATCの速度制限も表示できるようになり、よりクリアしやすくなっている。また、実際の新幹線の運転ではATCで減速するが、この動作を再現した（減速時のATCブレーキ作動で運転評価に影響を及ぼさない）「リアルモード」に切り替えることもできる。
マスコンの段数も実車通りとなっており、DUALSHOCK 2コントローラと新幹線コントローラは車種別にマスコン段数によって操作するが、PS対応特製コントローラとType2コントローラは5段操作のみとなる。
ATC信号の速度が実際の速度を超えた場合や、ATC信号が変わったときに実際の速度を超えている場合は、ATCブレーキが作動する。同時に、マスコンとブレーキの表示に「Auto」と表示される。
以下は、ATC信号が変わったときに実際の速度を超えているときの状況を表している。
- 「電GO!モード」で、信号が変わったときに表示が点滅している場合、手動でその表示速度まで減速しなければならないが、表示が点灯状態になったと同時にATCブレーキが作動した場合、減速が間に合わなかったとされ、運転評価に影響を及ぼす。
- 「リアルモード」で、ATCが走行する速度よりも低い指示速度に変わった際、ATCブレーキが作動し自動的にその表示速度まで減速する。この場合運転評価への影響はないが、ATCの指示速度を加速した際に上回った場合は運転評価に影響を及ぼす。
- 信号が30 km/hの時はATC確認が必要になる。方法は以下の2通り。
  - 30 km/hになるまで確認ボタンを押しっ放しにして、ATCブレーキを緩解させる。
  - 30 km/h以下の時に確認ボタンを押して、ATCブレーキを緩解させる。
  - 12両編成以下（12両編成は上りのみ）の場合はATC確認前に構内手前にあるブレーキ開始標識に従いブレーキで速度を落とさなければならない。

その他、駅や停車関連のサウンドでは以下のようなサウンドが流される。
- 全駅で停止位置30 cm以内に停車できれば、到着ムービーの際に到着を告げる駅名アナウンスが流される。
- 一部を除く「ひかり」停車駅では、停車時に「〇番線ご注意下さい、列車入っております」、発車時に「〇番線ご注意下さい、列車が発車しまーす」という駅員の注意喚起アナウンスが流れるほか、新神戸駅では列車が入線時に「〇番線ご注意下さい、安全柵が開きまーす」という駅員の注意喚起アナウンスも流れる（Wii版では停車時に「〇番のりばご注意下さい、列車入っております」、発車時に「〇番のりばご注意下さい、列車が発車しまーす」という駅員の注意喚起アナウンスが流れるほか、新神戸駅では列車が入線時に「〇番のりばご注意下さい、安全柵が開きまーす」という駅員の注意喚起アナウンスも流れるようになる）。

博多南線の博多総合車両所は、「こだま」579号を博多南駅までノーコンティニューでクリアすれば継続プレイできる（以後はコンティニューしても車両所へ継続プレイ）。新大阪方面は、「こだま」656号を新大阪駅までノーコンティニューでクリアすると以後、車両所から出発となる。
「ひかり」151号岡山行きは、初回をクリアすればそれ以降のプレイからは新大阪駅を5分遅れで発車した上で、岡山駅に定着するように運転を行う回復運転を行うことになっている（2回目以降は新神戸駅 - 相生駅間に関してはダイヤの正確さは運転評価に影響を及ぼさない。またダイヤの遅れ時分も運転指令所からコールがある）。回復運転を取り入れるのはシリーズ初である。
『3通勤編』には本作の体験版が収録されており、新大阪駅→新神戸駅間を運転できる。体験版が終わるとタイトル画面に戻る。
Wii版ではPS2版をベースに、ダイヤや周辺の景観を2006年（平成18年）時点のものに変更している。これに伴い、700系B編成と0系・100系フレッシュグリーン塗装車および100系K編成が追加され、小郡駅が新山口駅に変更された（ただし、古いダイヤは放送のみ「小郡」と放送される）。一部ダイヤを除き、車内メロディが「いい日旅立ち・西へ」に変更されている。JR西日本のみに使用許諾を得ている関係で、JR東海所属の車内メロディである「AMBITIOUS JAPAN!」は収録されていない。駅構内放送でも、「○番線」から「○番乗り場」になる。また、新しく採用した「キッズモード」にはWiiリモコンを振って加速・減速をする速度キープ機能、キャラクターをさがせ、などの機能がある。

#### 問題点
PS2版の初期版では処理落ち欠陥があったり、数kmあるトンネルでも先が明るく見える、頻繁にフリーズする、午後8時台なのに空が夕焼け、などの問題点が存在する。処理落ちに関しては、メーカーは修正版との無料交換対応を行ったが、この旨をホームページや雑誌などで一般公開しなかった。また修正版は動作の問題はなくなったが、処理落ち対策のため風景に出てくる在来線の架線柱などが省かれた。
Win版ではセーブが不可能になるというトラブルが発生し、ホームページより無料の修正ソフトをダウンロードすることで対処した。

#### 電車でGO! PLUG＆PLAY2 山陽新幹線編EX
2023年（令和5年）7月7日、タイトーと瑞起は、同年12月7日に『電車でGO! 新幹線EX 山陽新幹線編』のPLUG＆PLAY版を発売することを発表した。
同作は、Wii版の解像度の480pから720pに変更したり、瑞起製のノッチ機構を採用することで本物の運転台に近い操作感を実現した。また、一部を除きWii版のデータを収録している。

### 電車でGO! プロフェッショナル2
- PS2：2002年（平成14年）10月25日/2003年（平成15年）2月27日（BEST版）発売
- Win：2003年（平成15年）4月30日/2006年（平成18年）10月20日（廉価版）発売
- i-mode・EZweb・J-スカイ：2003年（平成15年）2月21日発売

前作の『プロフェッショナル仕様』は、初代・『2』の路線の再収録で追加要素を収録した作品だったが、今作はほとんど完全新規収録で、前作にはなかったJR四国の路線や、『新幹線 山陽新幹線編』以降に追加された上り下りの運転も収録されている。視点は駅構内停車時に限り上下左右に変更することができる。
収録路線数は5路線。前作より少ないが区間の種類が分かれており、運行距離が『新幹線 山陽新幹線編』の次に長い。また上り・下りの運転が可能となり、天候の違いや夜間走行が追加され、前作よりボリューム感が増した。シリーズ初の運転の進行状況を中断できるセーブ機能や、指定された途中駅からプレイ可能ができる機能が追加された。

#### 収録路線・車両
※（）内路線は作中表記はないものの、作中で走行する路線。
湘南新宿ライン
横浜駅  - 大宮駅
- 211系
- 215系
- E217系
- E231系1000番台
- 251系
  - 開発時はりんかい線が大崎駅まで開業していなかったため、同駅は通過となっている。ゲーム内では、大崎駅の未完成ホームが見える。普通大船発宇都宮行（E231系）と普通横須賀発新宿行（215系）においては、大崎駅ホーム手前に警笛ボーナスがある。

鶴見線
鶴見駅 - 海芝浦駅
鶴見駅 - 大川駅
鶴見駅 - 扇町駅
- 103系
- クモハ12
  - 鶴見発大川行（クモハ12）は安善駅から直接大川支線に入る103系と異なり、武蔵白石駅に停車後、一旦大川支線との分岐点までバックしたのち大川支線に入る。

湖西線（東海道本線・北陸本線）
東海道本線（大阪駅 - 山科駅）
湖西線（山科駅 - 近江塩津駅）
北陸本線（近江塩津駅 - 敦賀駅）
- 113系
- 117系
- 201系
- 207系
- 221系
- 223系
- 413系
- 419系
- 485系
- 681系
- 683系
  - 当時は敦賀駅 - 永原駅間は交流電化で、交直流デッドセクション切替操作がある。京都総合運転所のグラフィックはPS版初代・『プロフェッショナル仕様』と同様である。

瀬戸大橋線（宇野線・本四備讃線・予讃線・土讃線）
宇野線（岡山駅 - 茶屋町駅）
本四備讃線（茶屋町駅 - 宇多津駅）
予讃線（高松駅 - 多度津駅）
土讃線（多度津駅 - 琴平駅）
- 113系
- 121系
- 213系
- 7000系
- 6000系
- 8000系
- キハ32形+キハ54形
- キハ58系
- キハ181系
- キハ185系
- 2000系
- N2000系

長崎・佐世保線（鹿児島本線・大村線）
鹿児島本線（博多駅 - 鳥栖駅）
長崎本線（鳥栖駅 - 肥前山口駅）
佐世保線（肥前山口駅 - 佐世保駅）
大村線（早岐駅 - ハウステンボス駅） 
- 415系1500番台
- 485系
- 783系
- 787系
- 811系
- 813系
- 817系
- キハ58系
- キハ66系
- キハ72系
- キハ185系
- キハ200系
  - 鹿児島本線は『3』と同じく博多駅 - 鳥栖駅間だが、PS2版の『3』の発売直前の2001年（平成13年）3月3日に弥生が丘駅が開業したため新たに弥生が丘が追加された。
  - 本作発売時点で臨時駅として実在しているバルーンさが駅は当時は営業期間を除くホームと駅舎が撤去しているため当駅は未収録扱いとなっている。

#### 登場駅
湘南新宿ライン
横浜・新川崎・西大井・恵比寿・渋谷・新宿・池袋・赤羽・大宮
鶴見線
鶴見、国道・鶴見小野・弁天橋・浅野・安善・武蔵白石・浜川崎・昭和・扇町・新芝浦・海芝浦・大川
湖西線
大阪・新大阪・東淀川・吹田・岸辺・千里丘・茨木・摂津富田・高槻・山崎・長岡京・向日町・西大路・京都・山科・西大津（現：大津京）・唐崎・比叡山坂本・雄琴（現：おごと温泉）・堅田・小野・和邇・蓬莱・志賀・比良・近江舞子・北小松・近江高島・安曇川・新旭・近江今津・近江中庄・マキノ・永原、近江塩津・新疋田・敦賀
瀬戸大橋線
岡山・大元・備前西市・妹尾・備中箕島・早島・久々原・茶屋町・植松・木見・上の町・児島・高松・香西・鬼無・端岡・国分・讃岐府中・鴨川・八十場・坂出・宇多津・丸亀・讃岐塩屋・多度津・金蔵寺・善通寺・琴平
長崎・佐世保線
博多・竹下・笹原・南福岡・春日・大野城・水城・都府楼南・二日市・天拝山・原田・けやき台・基山・弥生が丘・田代・鳥栖・肥前麓・中原・吉野ヶ里公園・神埼・伊賀屋・佐賀・鍋島・久保田・牛津・肥前山口（現：江北）・大町・北方・高橋・武雄温泉・永尾・三間坂・上有田・有田・三河内・早岐・ハウステンボス・大塔・日宇・佐世保

#### ゲーム内容
PS2の通常版では発車する際に「○番線、ドアが閉まります。ご注意ください。」とアナウンスが流れるほか、駅でない場所に故意に停車すると運転指令所からコールがあり、発車させると「異常ありません」と応答する。
瀬戸大橋線に限り、Win版では特急「南風」5号（キハ181系）の宇多津駅停車、快速「マリンライナー」2号・18号（213系）の備前西市駅にある無意味な制限速度50 km/hがないなど、PS2初期版と若干の相違が見られる（Win版はPS2修正版・TAITO BEST版と同等品）。

#### 問題点
PS2初期の未修正版では湖西線にEF81形（「トワイライトエクスプレス」）が、佐世保線にキハ66系・キハ58系（「シーサイドライナー」）が収録されてはいるが、仕様により出現しない。ただし正規ではないツールや出現済みのメモリーカードを使用すれば初期の未修正版でも出現しない3ダイヤを運転可能である。PS2修正版・TAITO BEST版・Win版では運転できるように修正された。また、湖西線に大阪駅の接近メロディーが導入された。
これ以外にもPS2初期版には、隠し警笛で減点される、本来の817系の警笛が223系の警笛だったり、瀬戸大橋線上りの特急「南風」20号では発車時間が遅れ、どんなに速度を出しても間に合わないダイヤ、瀬戸大橋線下りでは児島駅での乗務員交代後にJR西日本の乗務員がそのまま乗務するが、一旦タイトル画面に戻ってコンティニューすると乗務員が交代し音声が変わる（修正版およびWin版でも、児島駅 - 坂出駅・宇多津駅でコンティニューした場合は上下線共に同じくそのバグが起きる）などのバグも存在する。この作品も、山陽新幹線編と同じくメーカーによる修正版への無償交換が行われたが、やはりホームページや雑誌などでの情報提供は行われなかった。現在交換対応は行われていない。

### Train Simulator+電車でGO! 東京急行編
- PS2：2003年（平成15年）12月18日発売
- PSP：2005年（平成17年）2月17日発売

### 電車でGO! FINAL
- PS2：2004年（平成16年）5月27日発売
- Win：2004年（平成16年）12月17日/2006年（平成18年）12月7日（廉価版）発売

これまでの作品と比べてグラフィック・音声面共に大幅に進化し、列車の拳動もより実物に近いものとなった。『電車でGO!』としてはこれまでで最大のボリュームである。例えば、モーター音や駅、車内メロディやベル、自動音声放送などの忠実な再現や各車両毎に加速やブレーキ性能、応答性などを可能な限り再現しているなど、より現実に近い感覚で運転が楽しめるようになった。また不自然な曲線や天候（時間帯含め）の表現も大幅に改良され、列車の所要時間も現実のものと近い仕様となった。ただし、駅間距離の短縮は違和感のない範囲でこれまで同様に存在する。
これまでのシリーズとは異なり、長区間に関しては初期段階から全区間をプレイすることはできず、2 - 3区間に区切られた区間をクリアして（東海道線では4区間）、ようやく全区間のプレイが可能となる。
途中駅でのセーブは『プロフェッショナル2』と異なり、オートセーブをONに設定している場合は行えず、マニュアルセーブに設定しないと行えない。
開発当初は中央・総武緩行線を収録する予定であった。店頭でプレイできた体験版にも収録されていたが、製品版ではカットとなった。体験版では大阪環状線の103系「京橋駅→大阪駅」の区間でプレイが可能となり、製品版と若干の仕様の違いがみられる。体験版が終わると作品に関係する静止画とともに製品版に関する発売予定の文言が表示され、タイトル画面に戻る。Win版に発車メロディーのほか、三鷹駅 - 秋葉原駅間の放送サウンドデータが残されており、中央・総武緩行線で使用されている209系500番台の音声・車両データも入れられている。なお大阪環状線では2003年（平成15年）まで使用されていた発車メロディが使われている。なお『FINAL』とは、「ゲームマシンが進化しない限り、これ以上質の高いゲームは制作することができず、新しいハードができるまで制作しない」という意味である。
なおPSP用ソフトとして、以下の作品が路線別ごとに発売されている。
| タイトル                       | 発売日                    | 備考                                                                                              |
| ------------------------------ | ------------------------- | ------------------------------------------------------------------------------------------------- |
| 電車でGO! ポケット山手線編     | 2005年（平成17年）9月29日 | シリーズ初（音楽館制作の東京急行編を除く）のPSP用ソフト。                                         |
| 電車でGO! ポケット中央線編     | 2006年（平成18年）1月19日 |                                                                                                   |
| 電車でGO! ポケット大阪環状線編 | 2006年（平成18年）3月30日 |                                                                                                   |
| 電車でGO! ポケット東海道線編   | 2006年（平成18年）7月27日 | JR福知山線脱線事故の影響で207系の帯は新塗装に変更されている （後述の『PLUG&PLAY』も同様の対応）。 |

#### 電車でGO! PLUG&PLAY
- 2018年（平成30年）2月8日発売（2020年（令和2年）12月10日再販）

その名の通り本体（ツーハンドル型コントローラー）とモニタを接続するだけでプレイできる家庭用ゲーム機である。
基本的な内容は『FINAL』と同じであるが、出力映像比率を4：3から16：9に修正しHD画質に対応しているほか、収録車両や仕様などに一部変更が見られる。『FINAL』では再現されていた発車メロディと東海道線の大阪駅と新大阪駅で使用されている一部のベルは全てベルのみになったほか、特急車両や223系0番台で使用されている車内チャイムは無くなり、223系やE257系などのミュージックホーンはE231系の山手線と準じた電子警笛に変更された。また、ムービー観覧では東海道線の223系を見る際のBGMが少し早くなっているほか、2005年（平成17年）4月25日に発生したJR福知山線脱線事故の影響により207系のムービーや画像が無くなっている。
本体カラーは「電車でGO!用コントローラ」（初代）と同じ通常カラーと『電車でGO! PLUG&PLAY』のロゴをイメージしたAmazonプライムデー限定カラーの2種類が発売された。
再販版の本体カラーは新カラーバージョン

#### 収録路線・車両
山手線
内・外回り 全線
- 103系
- 205系
- E231系500番台
  - この路線ではATCを使用した運転となる。

中央本線（中央線快速）
東京駅 - 高尾駅 上下線
- 115系
- 183系
- 201系
- 253系
- E257系
- E351系

大阪環状線：内・外回り 全線
- 103系
- 221系
- 223系

東海道本線（JR京都線・JR神戸線）
京都駅 - 神戸駅 上下線
- 201系
- 205系
- 207系
- 221系
- 223系
- 485系
- 583系
- 681系
- 683系
- キハ181系
- EF66
- EF81

#### 登場駅
山手線
品川・田町・浜松町・新橋・有楽町・東京・神田・秋葉原・御徒町・上野・鶯谷・日暮里・西日暮里・田端・駒込・巣鴨・大塚・池袋・目白・高田馬場・新大久保・新宿・代々木・原宿・渋谷・恵比寿・目黒・五反田・大崎
中央線
東京・神田・御茶ノ水・四ツ谷・新宿・大久保・東中野・中野、高円寺、阿佐ケ谷・荻窪・西荻窪・吉祥寺・三鷹・武蔵境・東小金井・武蔵小金井・国分寺・西国分寺・国立・立川・日野・豊田・八王子・西八王子・高尾
東海道線
京都・西大路・向日町・長岡京、山崎・高槻・摂津富田・茨木・千里丘・岸辺・吹田・東淀川・新大阪・大阪・塚本・尼崎・立花・甲子園口・西ノ宮（現：西宮）・芦屋・甲南山手・摂津本山・住吉・六甲道・灘・三ノ宮・元町・神戸
大阪環状線
大阪・福島・野田・西九条・弁天町・大正・芦原橋・今宮・新今宮・天王寺・寺田町・桃谷・鶴橋・玉造・森ノ宮・大阪城公園・京橋・桜ノ宮・天満

#### ゲーム内容
運転評価方法として、これまでの持ち時間制ではなくライフ制を採用している。それに伴い、従来は到着予定時刻より1秒でも遅れたら減点されていたが、今回は到着が5秒 - 15秒以上の遅延で初めて減点となる。また早着による減点が無くなった。しかし「エンジョイモード」で回復救急箱を使用した場合を除いて一度減点されたライフは加点されても回復しない。また得点には「チェイン・システム」を採用している。連続して定時到着、定位置停車、定通、定速などを成功させることで、1度に獲得するポイントが基本点の2倍、3倍…と最大50倍まで膨らんでいく仕組みである。なお、51倍以上になってもカウントは続く。定速帯では指定の速度と2km/h下回るか1km/h上回ると加点が終了する。また「エンジョイモード」では、減点の際ライフは次の駅に着いてから減るので、思いどおりの運転が可能。また電車の連結などといった操作もボーナスゲームとして盛り込まれている。
前作とは異なり、路線をクリアした後、新たに運転ができる時刻表が追加される場面もあったが、本作ではコイン制度を設け、ダイヤを購入して運転ができるようになった。一部は特定のダイヤをクリアした後情報が解禁されるのもある。
場所に故意に長時間停車すると減点されると共に運転指令所からコールがあり、発車させると「異常ありません」と応答する。
発車メロディやベル、ブザーが流れた後に電車を発車する際の「ドアが閉まります。ご注意ください」というアナウンスが流れるようになる（東海道線では「〇番乗り場から、△△△[種別]・□□□行きが発車します」というアナウンスが流れる）。
駅や停車関連のサウンドでは以下のようなサウンドが流される。
- 山手線において、品川駅を発車する際「〇番線ドアが閉まりまーす。駆け込み乗車はおやめください!!」という注意喚起アナウンスが流れ、目黒駅と五反田駅では「〇番線、□□□・□□□方面発車いたします」という駅員アナウンスが流れる。また、山手線内回りでは有楽町駅を発車する際「間もなくドアが閉まります。間もなくドアが閉まりまーす」というアナウンスも流れる。
- 中央線において、駅を発車する際「〇番線ドア閉まります。閉まるドアにご注意ください」「ドア閉まります。閉まるドアにご注意ください」「ドアが閉まります」という注意喚起アナウンスが流れる。
- 大阪環状線において、京橋駅の発車時に環状線内回りでは「内回りから電車発車です。ドアが閉まります。ドアが閉まりまーす」、環状線外回りでは「ドアが閉まりまーす。閉まるドアにご注意くださーい」という注意喚起アナウンスが流れる。大和路快速加茂行きや関西空港・和歌山方面行きの関空快速・紀州路快速では新今宮駅を発車の際「空いたドアからお乗りくださーい。ドアが閉まります。閉まるドアにご注意くださーい」という注意喚起アナウンスも流れる。
- 東海道線において、新快速や下り快速・普通電車、上り特急では新大阪駅を発車時に「ドアが閉まりますので、ご注意ください。ドアが閉まりまーす」という駅員のアナウンスが流れ[注 35]、三ノ宮駅の発車時に「ドアが閉まります。ドアが閉まります。ご注意ください」という駅員のアナウンスが流れる。

本シリーズでは初めてとなる「車掌乗務」が登場した。1人で車掌乗務をする場合はコンピュータが運転士を務めるが、1人が運転士、もう1人が車掌を務めるというプレイヤー2人での協力プレイも可能。駅に到着したら正しいホーム側の扉を開け、発車アナウンスのタイミングを図って扉を閉め、列車進行中は次の正しい停車駅を選択して車内アナウンスを行うというものである。なお、車掌乗務ではエンジョイモードが選択できない。
「ナビゲーションシステム」を改良し、信号の設置位置、速度制限の制限開始の位置をラインで示すようになった。またナビ範囲も最大500m（そのダイヤの難易度により異なる）に伸び、速度制限などの予告も余裕を持って知ることが出来るようになった。また、速度制限が近づくと速度メーター上にも予告が表示されるようになった。
キハ181系特急「はまかぜ」を運転するダイヤでは、一度クリアすることにより、次回からは「はまかぜ」のダイヤカーソルに合わせた上で、DUALSHOCK 2コントローラでは△ボタンを押しながら○ボタンを、特製コントローラではDボタンを押しながらCボタンをそれぞれ押すことによって、はまかぜ色から国鉄色へ変更することができる。
作中ではいくつかの再現ミスが存在する。中央快速線に登場するE257系は、11両編成の場合は新宿方面先頭車に貫通扉は設置されていないにもかかわらず、作中では貫通扉が設置されていたり、天王寺駅の屋上にあるJRマークが西日本のコーポレートカラーである青ではなく、東日本である緑になっている、福知山線直通新三田行きの英語表記が「Shin-Sanda」ではなく「Shin-Mita」と誤記されているといったミスがみられる。
エンディング曲はSUPER BELL"Zによる「MOT (e) R MANでGO!」（ (e) は正確にはOの中にeを書く）。

### 携帯電話アプリ
上記業務用・家庭用機の路線の一部をピックアップして収録されているが、携帯電話オリジナル路線（下記参照、アプリオリジナルの列車、キャリア限定配信のものも含む）、ミニゲームも登場した。なお、一部機種 (FOMA D901i・D901iS) では、『山手線内回り一周』および『山手線内回り一周 夕焼け編』がプリインストールされた。観光モード（車窓モード）は、自動運転で前方の風景を眺めるゲームモードで、ゲーム中では出てこない沿線の名所、道路・他の鉄道路線がテロップで登場する。
なおタイトルは『北陸本線』までは『電車でGO!3D』が付いていたが、『函館本線雪景色編』からは普通の『電車でGO!』となった。また、『函館本線雪景色編』より、ネットランキングの走行ポイントの計算システムが刷新され、短い区間でも容量が小さいアプリと同等以上のポイントがもらえるようになっている。なお2009年（平成21年）にポイントランキングは終了となり、同年7月には、Docomoのページにおいて『江ノ電編（従量版）』『京急エアポート編』の配信は終了した。さらに、同年秋から配信された『湘南新宿ライン編』からは、個別課金で購入したポイントを消費して車両データをダウンロードすることにより、より多くの車両を選択できるようになった。

#### 携帯電話アプリ オリジナル路線一覧
山手線
渋谷駅→品川駅
品川駅→東京駅
- 205系

大阪環状線
大阪駅→大正駅
- 103系（普通）

京浜東北線
蒲田駅→横浜駅
- 209系

中央線
中野駅→東京駅
- 201系

北陸本線
石動駅→金沢駅
- 413系（普通）

函館本線雪景色編
手稲駅→小樽駅
- 731系（普通）
- C11

京急エアポート編（品川駅→羽田空港駅）
京急本線（品川駅→京急蒲田駅）
空港線（京急蒲田駅→羽田空港駅）
- 600形（3代目）（急行）
- 新1000形1・2次車（エアポート快特）

江ノ電編
鎌倉駅→江ノ島駅
- 20形
- 300形（観光モード）
  - この作品から登場した「観光モード」は、『名鉄編』から「車窓モード」と名前を変えて存続している。月額版と従量版の2種類があるが、内容は同一である。

シカゴ編（brownline 外回り）
シカゴ駅→シカゴ駅（運転モード・観光モード）
※名鉄編
新名古屋駅→新岐阜駅
- 1000系（特急）
- 7000系（急行）
  - これらの列車は、PlayStationでのオリジナル作品では設定されていなかったオリジナルのものである。

※山手線夜編（ezwebのみ）
山手線の風景を夜の物に変えたもの。
山手線外回りワイド版
東京駅→渋谷駅
渋谷駅→駒込駅
駒込駅→東京駅
東京駅→東京駅
- E231系500番台
- 103系
  - 背景の列車ながら、中央線快速用のE233系が登場する。

小田急ロマンスカー編
東京メトロ千代田線（表参道駅→代々木上原駅）
小田急小田原線（新宿駅→代々木上原駅→小田原駅）
箱根登山鉄道線（小田原駅→箱根湯本駅）
- 60000形「MSE」
- 50000形「VSE」
- 3000形「SE」

京浜東北線南行編
田端駅→品川駅
- E233系1000番台（快速）
- 209系（普通）

湘南新宿ライン編
横浜駅→新宿駅
- E231系（普通・特別快速）
- 115系（普通・特別快速）
- 251系（特急「スーパービュー踊り子」）
- 185系（特急「踊り子」）
  - このアプリで初めて、個別課金でのポイントによる車両データのダウンロードシステムが採用された。

JR京都線（大阪駅→京都駅）
- 223系（普通・快速）
- 321系（普通）
- 201系（普通）
- クモハ42（普通）
  - 朝・昼・夕方の3つの時間帯がある。時間帯などは、各列車による。
  - 『湘南新宿ライン編』と同様、ほとんどの車両はポイント購入でダウンロードしないと、プレイすることができない。
  - 『電車でGO!』ユーザーを対象に2009年（平成21年）に実施したアンケートで、ゲーム化して欲しい在来線の第1位に選ばれた。配信は2010年（平成22年）で、当時に準じて島本駅・桂川駅が追加されている。

#### ミニゲーム
「直感 きっぷきり」（2007年（平成19年）10月1日配信、iアプリのみ）
直感ゲーム対応の機種のみが使用可能だが、それ以外の機種向けの通常操作版（携帯を振って切符を切る動作が、決定ボタンの上を押す動作に変わる点）も、同年11月1日に配信された。直感の名のとおり、iアプリ版しかないので注意が必要である。
「直感 アナウンス」（2007年（平成19年）11月26日配信、iアプリのみ）
905iシリーズに搭載された音声認識機能を使った直感ゲーム。そのため、それ以外の機種ではダウンロードできない。

### スマートフォンアプリ
山手線編
内・外回り全線
- 103系
- 205系
- E231系500番台
  - フリーランが設定されているが、ほかのバージョンと異なり必ず各駅に停車しなければならない（通過しようとすると非常停止となる）。
  - 追加課金で103系・205系が使えるようになる。
  - auスマートパス版では、内回りを全区間走破すると103系の使用と内回り一周および外回り（東京駅 - 品川駅間）の運転が可能になり、さらに外回りを全区間走破すると205系の使用と外回り一周の運転が可能になる。

連結! 電車でGO!!
電車をモチーフにしたパズルゲームである。当初は2016年（平成28年）冬に配信予定だったが、度重なる配信延期の末、2018年（平成30年）3月29日に開発中止が発表された。基本プレイは無料でアイテム課金制、アーケードゲーム『電車でGO!!』と連動する予定であった。

### LCDゲーム
基本的なゲームシステムは業務用・家庭用と同じだが、一部簡素化された部分がある。インターフェイスは、ヒロ製のコントローラハウジング版とエポック版を除き、ボタン操作である。
- マメブルッ! 電車でGO!（バンダイ）
- 電車でPO!（バンダイ）：電車形の歩数計。
- 電車でGO!（ヒロ）
- コントローラハウジングシリーズ 電車でGO!（ヒロ）
- 電車でGO!2 高速編（イワヤ）
- EL-SPIRITS 電車でGO!（エポック社）

### 山手線命名100周年記念 電車でGO! 特別編 ～復活!昭和の山手線～
DS：2010年（平成22年）7月22日発売
シリーズ初のニンテンドーDS用ソフト。電車でGO!シリーズとしてはWii以来の任天堂プラットフォームでの発売。
今作よりタイトーの家庭用ゲームソフト事業が同じスクウェア・エニックス・ホールディングスのグループ会社であるスクウェア・エニックスに移管されたため、発売元はスクウェア・エニックスとなっている。制作は音楽館が担当、制作総指揮を向谷実が執っている。山手線命名100周年を記念して発売。

#### 収録路線・車両
山手線
山手線（現代）
- 103系（高運転台車）
- 205系（量産車）
- E231系500番台

山手線（昭和）
- 72系
- 72系920番台
- 101系

隠し車両（現代）
- 205系（量産先行車）
- E231系500番台（山手線命名100周年記念号・明治ミルチトレイン）

隠し車両（昭和）
- 30系
- 31系
- 103系（低運転台車）

隠し車両（明治）
- デハ6285形

#### ゲーム内容
通常の運転ゲームである「運転士モード」のほかに、山手線もしくは山手線の駅にちなんだ問題が出題される「山手線検定」、運転士モードですれ違ったりした電車を眺める「コレクション」などのモードがある（宇都宮線・高崎線・湘南新宿ラインとして活躍するE231系1000番台なども収録）。子供にもプレイ出来るように、解説部分に表示される漢字にはルビが振られている。
「現代モード」では山手線1周34.5 kmを運転でき、「昭和モード」では昭和30 - 50年代の山手線が再現されている。駅間距離はそれまでの作品では実際の距離より短縮されていたが、今作では「リアル路線長」になっている。運転操作に関しては、直感操作かリアル操作かを選ぶことが可能となっているが在来のボタン操作はない。
発車メロディも再現しており、「せせらぎ」、「春」、「JR-SH3」（東京駅）、「SF-1」（大崎駅・内回り）、「さくらさくら」（駒込駅）などがある。ただし、高田馬場駅の「鉄腕アトム」、恵比寿駅の「第三の男」（ヱビスビールのCM曲）は今作では再現されず、ベル音となっている。天候は全て晴れである。

### 電車でGO!!

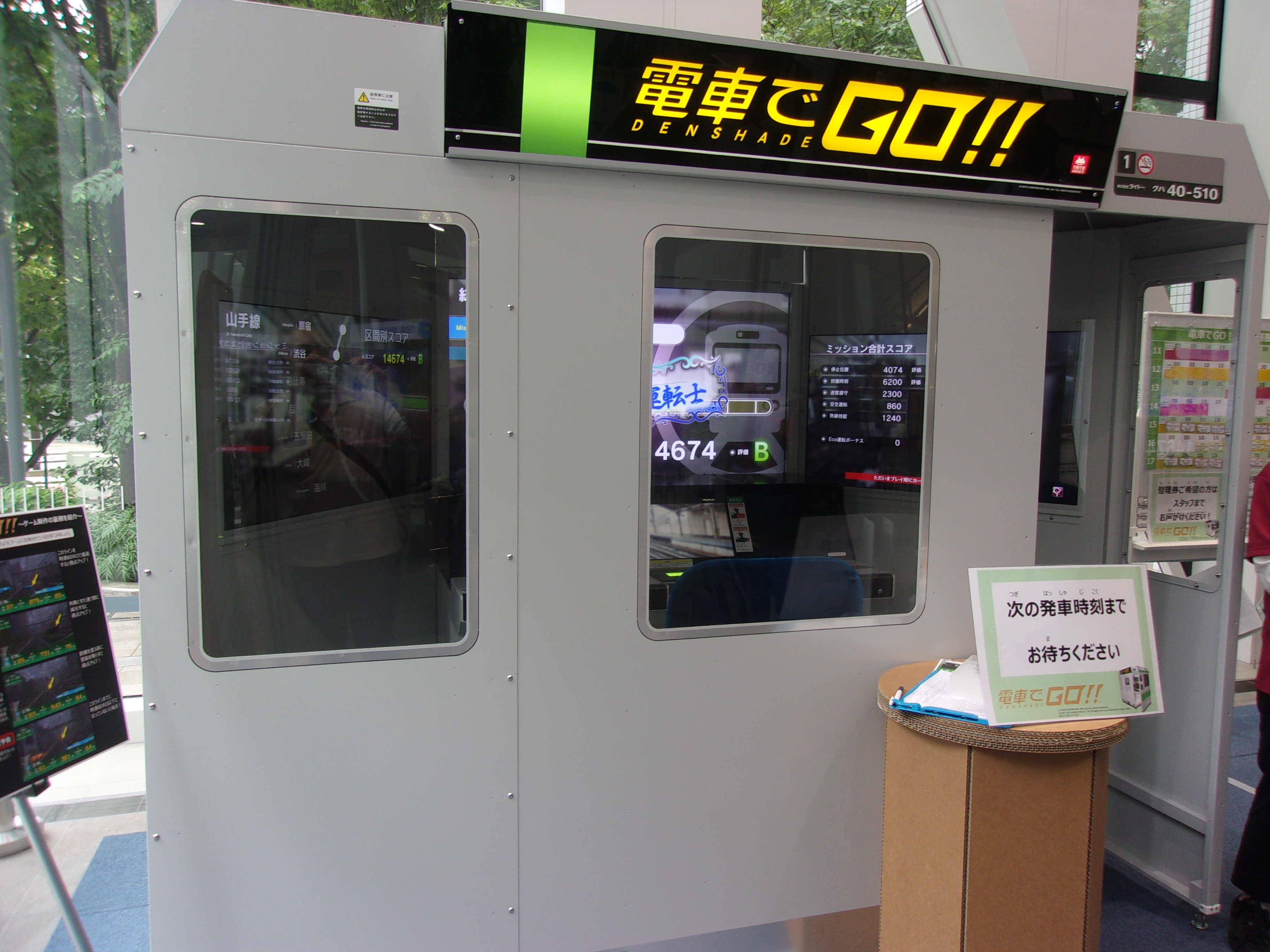
原寸大運転台で再現した『電車でGO!!』

AC：2017年（平成29年）11月7日稼働開始
シリーズ全体では『特別編 〜復活!昭和の山手線〜』発売以来7年ぶりで、アーケードでも『がんばれ運転士!!』以来17年ぶりの新作。シリーズ生誕20周年作品でもある。電車の運転室を模した全4画面の大型専用筐体には「NESiCA」カードリーダーも設置され、一部店舗ではIC乗車券（電子マネー）も対応している。現在のタイトーの親会社であるスクウェア・エニックスのヴィジュアルワークス部の協力の下、実写レベルのCG技術（ミドルウェアはUnreal Engine 4）を採用。またオンラインアップデートにより順次新規路線や車両を追加出来る機能も装備した。配信予定のスマートフォンアプリ『連結!電車でGO!!』ではアーケード版と連動した要素も組み込まれると発表されたが、稼働からわずか4か月後の2018年（平成30年）3月29日に開発中止が発表された。
本作ではシリーズで初めて、遂にJR東海の許諾を得ることに成功し、1形式限定かつごく短区間ではあるが、同社の路線と車両が運転できるようになった（前述の通り、2014年（平成26年）の社長交代以降、他のJR各社と同様にゲームについての製品化許諾も可能になったためである）。
ナビゲーターとしてこれまでの鉄ちゃんに代わり「二葉」（関東路線と中央本線（名古屋地区））と「六葉」（関西路線と名鉄名古屋本線）が登場する。
『FINAL』とは異なり、高速域の減速性能が実車よりも悪く設定している。
2025年（令和7年）1月10日、同年3月1日をもってオンラインサービスを終了することが発表された。オンラインサービス終了後もオフライン版としてサービスは継続するが、NESiCAを用いてのプレイや、プレイデータをWeb上で閲覧できるマイページのサービスが終了となるほか、プレイ可能な路線が「山手線」「総武線」のみとなった。

#### 収録路線・車両
山手線（内回り）
- （山手線）

原宿駅→渋谷駅→品川駅
- E231系500番台
- E235系0番台

- （山手線2）

品川駅→高輪ゲートウェイ駅→上野駅
- E231系500番台
- E235系0番台

池袋駅→高田馬場駅→新宿駅
- E231系500番台
- E235系0番台

中央・総武線各駅停車
市ケ谷駅→秋葉原駅
- E231系500番台

大阪環状線（内回り）
森ノ宮駅→京橋駅→大阪駅
- 323系
- 201系

阪神電鉄本線
大物駅→甲子園駅（普通）
- 5700系
- 5500系

中央本線
大曽根駅→名古屋駅（普通）
- 313系1100番台

名鉄名古屋本線
神宮前駅→栄生駅（普通）
- 3500系

京浜東北線
品川駅→田端駅（普通・快速）
- E233系1000番台

#### 登場駅
中央・総武線各駅停車
市ケ谷・飯田橋・水道橋・御茶ノ水・秋葉原
京浜東北線
品川・高輪ゲートウェイ・田町・浜松町・新橋・有楽町・東京・神田・秋葉原・御徒町・上野・鶯谷・日暮里・西日暮里・田端
山手線
原宿・渋谷・恵比寿・目黒・五反田・大崎・品川・高輪ゲートウェイ・田町・浜松町・新橋・有楽町・東京・神田・秋葉原・御徒町・上野
中央本線
大曽根・千種・鶴舞・金山・名古屋
名鉄名古屋本線
神宮前・金山・山王・名鉄名古屋・栄生
大阪環状線
森ノ宮・大阪城公園・京橋・桜ノ宮・天満・大阪
阪神本線
大物・尼崎・出屋敷・尼崎センタープール前・武庫川・鳴尾（現：鳴尾・武庫川女子大前）・甲子園

#### 使用音楽
- 渋谷駅「小川のせせらぎ」（JASRAC著作権番号11474963）
- 目黒駅「Water Crown」（JASRAC著作権番号12460401）
- 五反田駅「JRSH2-1（庭園）」（JASRAC著作権番号08652139）
- 大崎駅「遊園地の見える駅」（JASRAC著作権番号14413736）

※原宿駅「原宿a」は著作者不明、恵比寿駅「第三の男」は権利上の理由により使用できず。
※現在は使われておらず、全て発車ベルに変更されている。

#### 路線追加の更新履歴
- 2018年（平成30年）9月13日：大阪環状線追加。
- 2019年（平成31年・令和元年）
  - 2月28日：阪神本線追加。本シリーズ初登場。
  - 11月7日：中央西線追加。同年11月1日に配信された動画で、「中央線（名古屋）」の追加が発表された。シリーズ史上初となるJR東海の路線である[35][注 38]。
- 2020年（令和2年）
  - 3月16日：名鉄名古屋本線追加。家庭用である『名古屋鉄道編』以来20年ぶりであり、アーケード版では初めて登場した。
  - 11月26日：「山手線2」品川駅→東京駅間追加。
- 2021年（令和3年）
  - 3月10日：京浜東北線追加。本シリーズ初となる快速運転が実装され、新要素として通過駅・通過時間が実装された[注 39]。
  - 10月28日：「山手線2」東京駅→上野駅間延長[36]。
- 2022年（令和4年）4月14日：「山手線2」池袋駅→新宿駅間延長[37]。
- 2025年（令和7年）3月1日：ネットワークサービス終了に伴い、運転できる路線は「山手線」「総武線」のみとなる。

#### 復刻版
2019年（令和元年）6月26日のアップデートで、初代『電車でGO!』を再現したモード「電車でGO! 復刻版」が収録された。
2019年（令和元年）9月25日のアップデートで、復刻版に『2高速編 3000番台』を再現したモードが追加された。ただし収録されているのは東北路線（秋田新幹線（東北新幹線）・奥羽本線・田沢湖線）、関東路線（山手線・京浜東北線）、関西路線（JR神戸線）の6路線となり、北越急行ほくほく線は収録されていない。東北路線のうち、秋田新幹線のダイヤでは、盛岡駅で0 m停車をすれば連結ボーナスゲームができていたが、復刻版では0 m停車をしてもできなくなった。また隠しダイヤであった秋田駅→新花巻駅間（特級）はプレイできなくなっている。関西路線（JR神戸線）は221系・223系快速のみしか運転できず、201系・207系が運転できなくなった。また対向列車として登場する207系もJR福知山線脱線事故を機に帯色が変更されているが、側面窓横の帯が再現されていないなど最小限の変更となっている。
なおATS確認はATSの警報音がなって5秒以内に、勾配起動スイッチ（運転士が右手で掴んでいるハンドルの緑のボタン）を押すと確認扱いになり強制停車は免れるが、次の信号は下位のものになる（例えば、減速信号→注意信号、注意信号→警戒信号または停止信号）。
「復刻版」も2025年（令和7年）3月1日の『電車でGO!!』オンラインサービス終了に伴い、プレイできなくなった。

#### でんしゃでゴー!!キッズ
- 2019年（平成31年）3月18日稼働開始[41]

『電車でGO!!』のエンジンを流用し、子供向けにルールをアレンジしたバージョンで、『電車でGO!!』にはない「警笛で鳥を追い払う」や「ワイパーで窓をきれいにする」などのミッションを取り入れている。

#### 電車でGO!! はしろう山手線
- PS4：2020年（令和2年）12月3日発売
- Switch：2021年（令和3年）3月18日発売[42]

家庭用ゲーム機の新作としては『復活!昭和の山手線』以来10年ぶり、据置機の新作としては『FINAL』以来16年ぶりの作品である。
今作では、アーケード版のシステムをそのままに家庭用にアレンジしており、アーケードにもある指差し確認や減光といった操作もコントローラーのボタンで操作する形になっている。これまでの家庭用（PS・PS2）とは操作が異なり、スティックで操作する形となる。操作タイプ・入力タイプはそれぞれ2種類が用意され、操作タイプはブレーキ・マスコンともに3段階で調節する「シンプルタイプ」と、実車の操作に近い「スタンダードタイプ」の2種類が設定されており、入力タイプは細かい調節ができる「ステップ入力」と、スティックの傾き具合に応じて変化する「ダイレクトタイプ」の2つが設定されている。103系や205系といったツーハンドル車両は左スティックがマスコン、右スティックがブレーキとなっているが、ワンハンドルの車両は左スティックのみの操作となる。
なお、Switch版では発売当初から従来の家庭用の操作である方向キー操作に対応しており、PS4版でも、2021年（令和3年）7月に行われたアップデートで、方向キー操作に対応するようになった。また2021年（令和3年）8月5日に、Nintendo Switch用「電車でGO!!専用ワンハンドルコントローラー for Nintendo Switch」が瑞起より発売された。

##### 収録路線・車両
収録路線および車両は以下の通り。
山手線（内回り）
高輪ゲートウェイ駅を含む全区間
- E231系500番台
- E235系0番台
- 205系
- 103系

中央・総武線各駅停車（東行）
市ケ谷駅→秋葉原駅
- E231系500番台

京浜東北線（北行）
品川駅→田端駅（普通・快速）
- E233系1000番台
  - 本作で唯一、各駅停車と優等列車である快速列車の両方を収録している。

埼京線（下り）
池袋駅→大崎駅
- E233系7000番台

特急「成田エクスプレス」（湘南新宿ライン・山手貨物線）
池袋駅→大崎駅（通過）→品川駅（山手貨物線経由、上り）
- E259系

上野東京ライン
品川駅→上野駅
- E233系3000番台

山手線のほかに、山手線と並行して走る路線（京浜東北線・埼京線・上野東京ライン・成田エクスプレス）やACに収録された中央・総武線各駅停車が収録される。京浜東北線は『プロフェッショナル仕様』以来21年ぶり、中央・総武線各駅停車は家庭用としては『通勤編』以来19年ぶり、上野東京ライン・埼京線は初収録となった。また、E233系とE259系は、全シリーズを通じて初めて運転できるようになった。このほか、ノンプレイアブル車両として185系・189系・215系・251系・E217系・E231系0番台・E231系1000番台・E233系0番台・E353系・E351系が登場する。
前述の通り高輪ゲートウェイ駅が追加されているが、実際に同駅開業後の山手線で運用されている車両はE235系のみである。またアーケード版のデータを基に作られているが、渋谷駅の埼京線・湘南新宿ラインのホームが移設されていないなど、変更されていない部分もある。

##### 登場駅
山手線
品川・高輪ゲートウェイ・田町・浜松町・新橋・有楽町・東京・神田・秋葉原、御徒町・上野・鶯谷・日暮里・西日暮里・田端・駒込・巣鴨・大塚・池袋・目白・高田馬場・新大久保・新宿・代々木・原宿・渋谷・恵比寿・目黒・五反田・大崎
京浜東北線
品川・高輪ゲートウェイ・田町・浜松町・新橋・有楽町・東京・神田・秋葉原、御徒町・上野・鶯谷・日暮里・西日暮里・田端
上野東京ライン
品川・新橋・東京・上野
埼京線
池袋・新宿・渋谷・恵比寿・大崎
特急「成田エクスプレス」
池袋・新宿・渋谷・品川
中央・総武線各駅停車
市ケ谷・飯田橋・水道橋・御茶ノ水・秋葉原

##### ゲーム内容
アーケード版には設定されていなかった「駅を通過するダイヤ」が設定されており、通過駅では、通過時刻との誤差が0に近いと高いスコアが獲得できる。ただし、その路線に駅が無くても、並走する山手線・京浜東北線のみ設置された駅にも「通過位置」が設定されている。その場合の通過位置は山手線の停車位置が基準になる。またホームドア設置駅の停車はアーケード版と同様、TASCは装備されておらず手動で停止位置に止める形になる。
本作は相鉄・JR直通線開業直後の発売であるが、大崎駅到着前の自動放送は「相鉄線直通電車はお乗り換えです」の文言が収録されている。なお、ゲーム内の行先はりんかい線の「新木場」で固定されており、相鉄・JR直通線方面関連の行先に設定されているものは存在しない。

## アーケード版筐体

### 電車でGO!
- 29インチ画面のものと50インチ画面のものが存在する。29インチ画面の筐体は、座席の形状や筐体の大まかな外観において、タイトーが以前に発売した『ランディングギア』との共通点が見られる（ただし同作品からのコンバージョンキットはない）。
- コントロールパネルは国鉄205系電車の運転台がモデルとなっており、5段階のマスコンレバーと9段階のブレーキレバーゲームに、連動して動く車内信号灯のほかに、協和電気計器製の速度計・ブレーキ圧力計・電圧計（飾り）などが取りつけられている。速度計の目盛りは120 km/hまで刻まれており、『2』以降は120 km/h以上の速度になると画面上にデジタル速度計が表示される。開発担当者は運転台設計の際に、鉄道模型用の高級パワーパックを買ってきて分解し、機構の参考にしたという[45]。
  - 50インチ筐体のコントロールパネルは、コントローラ部分が画面の中央、線路の表示されている部分より左側に寄せられており、空いた部分はデッドスペースとなっている。
- 座席には振動バスシェーカーが搭載されており、レールの継ぎ目を渡るときの振動が再現されている。足元には警笛ペダルがあり、29インチ画面の筐体と50インチ画面の筐体で大きさが異なる（50インチ画面の方が実物に近い大きさ）。なお筐体により速度計がゲーム上より±2 km/hほどの誤差が出るものがあるためプレイに注意が必要な場合がある。
  - メンテナンスの問題で、車内信号灯が点灯しない筐体や速度計に誤差が出る筐体も出て来たためか、通勤編では車内信号灯の点灯を示すブザー、『3通勤編 ダイヤ改正』ではデジタル速度計の常時表示化（消すことも可能）などの配慮がなされていた。
- 『がんばれ運転士!!』は、マスコンレバーが縦軸方式（左右に回して操作する）に変更されたほか、ドア開閉のスイッチを取り付ける必要があったため、筐体を大規模に改造する必要があった。

### 電車でGO!!
2017年（平成29年）稼働開始の『電車でGO!!』では、JR東日本E231系電車（500番台）を模した外観の大型筐体となり、車窓表示用の3画面と、運転台表示用の1画面の計4画面で構成。運転台表示用画面は、運転中の指差呼称や前照灯操作に対応したタッチパネル式となっている。マスコンについては筐体外観のモチーフであるE231系500番台の実物に似たワンハンドルタイプが搭載された。これまでシリーズにおけるワンハンドルマスコンの採用は家庭用でのみであり、アーケード版では初の搭載となる。
本作ではホームドアや定位置停止装置（TASC）の有無に関わらず、全て手動停車となっている。これは実際の列車運行における「TASC開放」と呼ばれる状態に当たる。実際のTASC導入路線である山手線と中央・総武線各駅停車では、ホームドアが設置されている駅においてTASCを使用した自動停車を行っているが、TASCを使用すると、ゲームバランスが大きく崩れてしまうための措置である。またブレーキの減速度が実車と大きく異なっている。
2019年（平成31年・令和元年）には、画面サイズを小型化し、旧筐体に近いサイズとなった「小型筐体」が登場した。

## キャラクター

### 電車でGO!
シリーズを通じて鉄ちゃん（てっちゃん）という女性キャラクターが登場し、入門編で運転の解説をしたり、運転中に様々なアドバイスをしたりする役割を果たす。また、プレイヤーの運転次第では音声付きで感激したり怒ったりすることもある。鉄ちゃんの叱咤激励する音声は、バージョンによっては聞けるようになっているが、聞いている途中に違うバージョンのディスクと入れ替えることで隠し音声が聞けることも知られている。初代作では顔だけの登場だったが、ファンの要望が多いことから、制服など装いのデザインも新たに描き下ろされており、後の作品ではほぼ全身で登場する。シリーズによっては、ゲームオーバー時に「電気を大切にね」と発言する。PS版の『電車でGO!』シリーズのCVは中山さら、『汽車でGO!』シリーズでは篠原恵美が担当している。Wii版『新幹線EX 山陽新幹線編』では、同キャラクターが変更されている。
基本的に青を基調とした鉄道員の制服を模した制服を着ているが、バージョンによって微妙に違いがある。『名古屋鉄道編』ではパノラマメイツ（客室乗務員、すでに廃止）の制服で登場する。スカート丈は膝上20 cm。
『旅情編』では、それぞれの地方ごとに白石葉子（伊予鉄、声：彩木香里）、七海ひかる（江ノ電、声：桃井はるこ）、西園寺美月（嵐電、声：吉田美保）、山口風花（函館市交通局、声：徳光由禾）という異なるキャラクターが登場する。
2004年（平成16年）に発売のタイアップとして『青春特急!!電車でGO!学園』が月刊マガジンZに短期集中連載され、ここからも数名キャラクターが登場し単行本も発売された。『FINAL』では鉄ちゃんのイラストがデフォルメされた、声は井上富美子が担当している。
2010年（平成22年）に発売された『特別編 〜復活!昭和の山手線〜』ではJR東日本のICカード「Suica」を模したキャラクターになっている。

### 電車でGO!!
2017年（平成29年）のアーケード版『電車でGO!!』では、鉄ちゃんに変わり、二葉（ふたば）とその妹六葉（むつは）という現実感のある女性キャラクターが登場した。二葉はゲーム公開当時の山手線で登場し、関東路線と中央本線（名古屋地区）を、六葉は大阪環状線開始時に登場し、関西路線と名鉄名古屋本線を担当している。二葉は鹿巳月早希、六葉は佐々野愛美が声を担当している。

### 携帯サイト
2007年（平成19年）7月にiモードサイトからリニューアルされた携帯版HPに、「鉄ちゃん」に続くキャラクターとして登場した。なお、彼らは全員本作のスタッフで、厳密にはキャラクターではない。駅長以外女性（キャラクター）で、Sマネージャーの「S」はサービスの意味である。
- 駅長
- 窓口
- Sマネージャー

## 専用コントローラ
| 電車でGO! 64専用コントローラとVRSユニット |  | 電車でGO! コントローラType2 |
| 電車でGO! 64専用コントローラとVRSユニット |  | 電車でGO! コントローラType2 |

電車の運転を再現するゲームにとって、その操作性を再現することは至上課題である。初代「電車でGO! コントローラ」は、『電車でGO!』PS版の発売と同時に登場し、ソフトを購入した人の多くがコントローラを購入するという、相乗効果が見られた。同様の理由で、運転する列車ごとに数々の電車でGO! コントローラが発売された。ただしPS2版コントローラとWindows版コントローラはともにUSB接続（後者の一部はゲームポート接続）であるが、両者は別物である。

### コントローラの種類
特記なしはマスコン5段・常用ブレーキ8段である。
電車でGO! コントローラ
（PS・PS2対応、セガサターン、ドリームキャスト、NINTENDO64、Windows（15ピンゲームポート対応、後にUSB接続対応）
電車でGO! コントローラ・ワンハンドルタイプ
（PS・PS2対応、Windows（USB接続）対応）ただし、それぞれ形は異なる。
電車でGO! マメコン
（PS・PS2対応、製造はホリ）通常のPS用コントローラと同サイズの手持ち式で、十字キーの代わりにマスコンレバー、右側のボタンの代わりにブレーキダイヤルを配置したもの。
電車でGO! コントローラType2
（PS2対応 USB接続 警笛ペダル付属）方向キーと戸閉めランプが追加される。マスコンとブレーキの形がそれぞれ異なる初期型と後期型（写真）が存在する。なお初期型はJR九州787系電車などの運転台をベースに作られており、通常色の他にスケルトンパープルカラーも発売された。
電車でGO! 新幹線・専用コントローラ
（PS2対応 USB接続 警笛ペダル付属 マスコン13段・常用ブレーキ7段、ゲーム連動ATCデジタル速度計 戸閉めランプ）
電車でGO! 旅情編コントローラ
（PS2、Windows対応 ともにUSB接続 警笛ペダルは上記の付属品で対応 マスコン4段・常用ブレーキ旅情編無段その他6段）ただしWindows対応版のボディの色は黒。
なおWiiにて『新幹線EX 山陽新幹線編』が発売されたため、これに合わせてWii用の新幹線コントローラが発売された。内容は上記のPS2用「電車でGO! 新幹線・専用コントローラ」がベースとなっているが、PS2用では戸閉めランプの他に実際の新幹線車両（500系）の運転台を模してゲームと連動するデジタル式速度計・ATC速度指示表示が装備されるなど豪華な装備を持っていたが、Wii用では戸閉めランプは装備されるが速度計とATC表示はシールでの表現に簡素化された。このコントローラはWiiリモコンの外部拡張コネクタに接続して使用する。
『電車でGO!』専用ではないがマルチトレインコントローラ（PS2対応、USB接続、製造はシープス。音楽館発売の『東京急行編』を除きP5/B8のノッチカセットのみ対応）もある。
PS専用コントローラーに限らず、本来非対応であるWindows版のシリーズに家庭用コントローラーを対応させるための変換アプリケーション「電車でGo! コントローラー変換器」も、非公式ながら登場している。

## 評価
PS版『電車でGO!』は電撃PlayStationDPSソフトレビューでは80/80/85/85の330点。レビュアーはシンプルながら奥が深く、路線の再現度が高く鉄道ファンでなくとも面白いとし、操作についてコントローラは通常より専用の方がいいとした者と慣れるまで時間がかかりマニアックなプレイをしたい人向けとする者がおり、微調整は通常コントローラの方がしやすい、グラフィックはACほどではないにしても大画面でプレイした方がいい、一方ですぐ上達するため路線がもっと欲しかった、難易度は高めでコンティニューなしでのイベントがあるのにもったいない、できれば各地の路線を集めた地域限定版があったらよかったと評価した。

## 実際の運行との相違点
- 実際の路線で採用されている保安システムや運転支援システムがゲームでは採用されていない場合がある[注 52]。
- 停車駅に3秒早着しただけで注意信号が現示される。
- 実際は、速度制限解除標識に差し掛かると走行中の編成全体が標識を通過し終えてから再加速する決まりだが、ゲームでは標識に差し掛かったと同時に再加速が可能。
- 線形や距離が実際のものと異なっている区間がある。山陽新幹線は最速列車（「のぞみ」「みずほ」）でも約2時間半を要するが、ゲームでは約1時間で到着する[注 53]。
- 鉄道車両の運転台は多くが左か右に偏位しているが、本作では左右の線路間の中央視点で固定となっている。
- 踏切事故が発生してもすぐに運転を再開することができる。
- ATSが作動すると異常なまでの強力な非常ブレーキがかかる。
- 列車が信号機を通過しても停止信号にならない。
- 4灯式信号は減速現示ができるものと警戒現示ができるものの区別がない（その時々において都合のよいほうが登場）。
- 信号の形状が変化することがある[注 54]。
- 実際は知らせ灯が点灯する前にマスコンを入れてもATSは作動しない。
- 出発合図に電鈴・ブザーを使用する会社、路線であっても、ゲームでは再現されない場合がある[注 55]。
- 基本的に、マスコン・ブレーキを入力してから動作するまでのタイムラグがない（実際の鉄道車両は性能にもよるが、機器の伝達の関係で動作にタイムラグが生じることが多い）。
- 基本的に高速域の加減速性能が実車よりも悪く設定されている。

これらの他にもあるが、こういった様々な事情からなる相違点により『プロフェッショナル2』や『FINAL』などでは、ゲーム起動時に「実際の運行とは異なる点があります」など、現実との相違点が存在する旨を注意喚起のテロップが表示されるようになっている。

## 関連作品

### サウンドトラック
いずれもタイトーまたはスーパースィープより発売または配信された。
- 電車でGO!/サイドバイサイド2

1997年（平成9年）12月21日発売。
- 電車で電車でGO!GO!GO!2000/LOVE特急こまち

1999年（平成11年）3月20日発売。ZUNTATA初のシングルCD。「電車で電車でGO!GO!GO!2000」はPS版『電車でGO!2』の本編では使用されず、CMや『スペースインベーダー2000』などに収録された体験版で使用された（ただしCMで使用されたのはアレンジ版）。また、エンディング曲『電車でGO! PLUG＆PLAY』でも使用されている。
- 電車でGO!2

1999年（平成11年）6月12日発売。
- 電車でGO!3通勤編+電車でGO!名古屋鉄道編

2000年（平成12年）3月23日発売。
- 電車で電車でGO!GO!GO! れぼりゅ〜しょん

2008年（平成20年）8月20日発売。女性ボーカルによる上記タイトルの新曲と、ゲーム本編にて使用されたボーカル曲や、CMで使用された曲など、これまでに発表された『電車でGO!』関連ソング集。全13曲。
- 電車でGO!山手線編 オリジナルサウンドトラック

2011年（平成23年）7月20日配信。これまでの『電車でGO!』のBGMをアレンジした楽曲が収録されている。全10曲収録。
- カードで連結! 電車でGO! オリジナルサウンドトラック

2012年（平成24年）5月10日配信。ゲームのテーマソング「連結!-RENKETSU!- 電車でGO!」の作曲は、ゲーム中BGMも手がけたCOSIO（ZUNTATA）。そして作詞は「電車で電車でGO!GO!GO!」の作詞も手がけた石川勝久（ZUNTATA）が担当。全9曲収録。

## 派生作品

### メダルゲーム・エレメカ
メダルゲッター電車でGO! 子供編
タイトー開発・販売のキッズメダルゲーム機。
ルールはマスコンを使ってアタリの駅を狙って止めるとメダルを獲得する内容である。
このゲームのデモ画面ではZUNTATAが歌うイメージソングの「電車で電車でGO!GO!GO!」（後述）のダンスがアニメーションで再現されている。
電車でGO! トレトレトレイン
SNK開発・販売のエレメカ、タイトーから正式にライセンスを受けて作られている。
ルールは欲しい景品を選択し、ボールを荷台に受け取ったらゲームスタート。マスコンを使ってスピードを調節し、制限時間内に障害物となっている気球、飛行機、ピエロの手を避けてボールを落とさずにゴールへ行くと景品を獲得できる内容である。

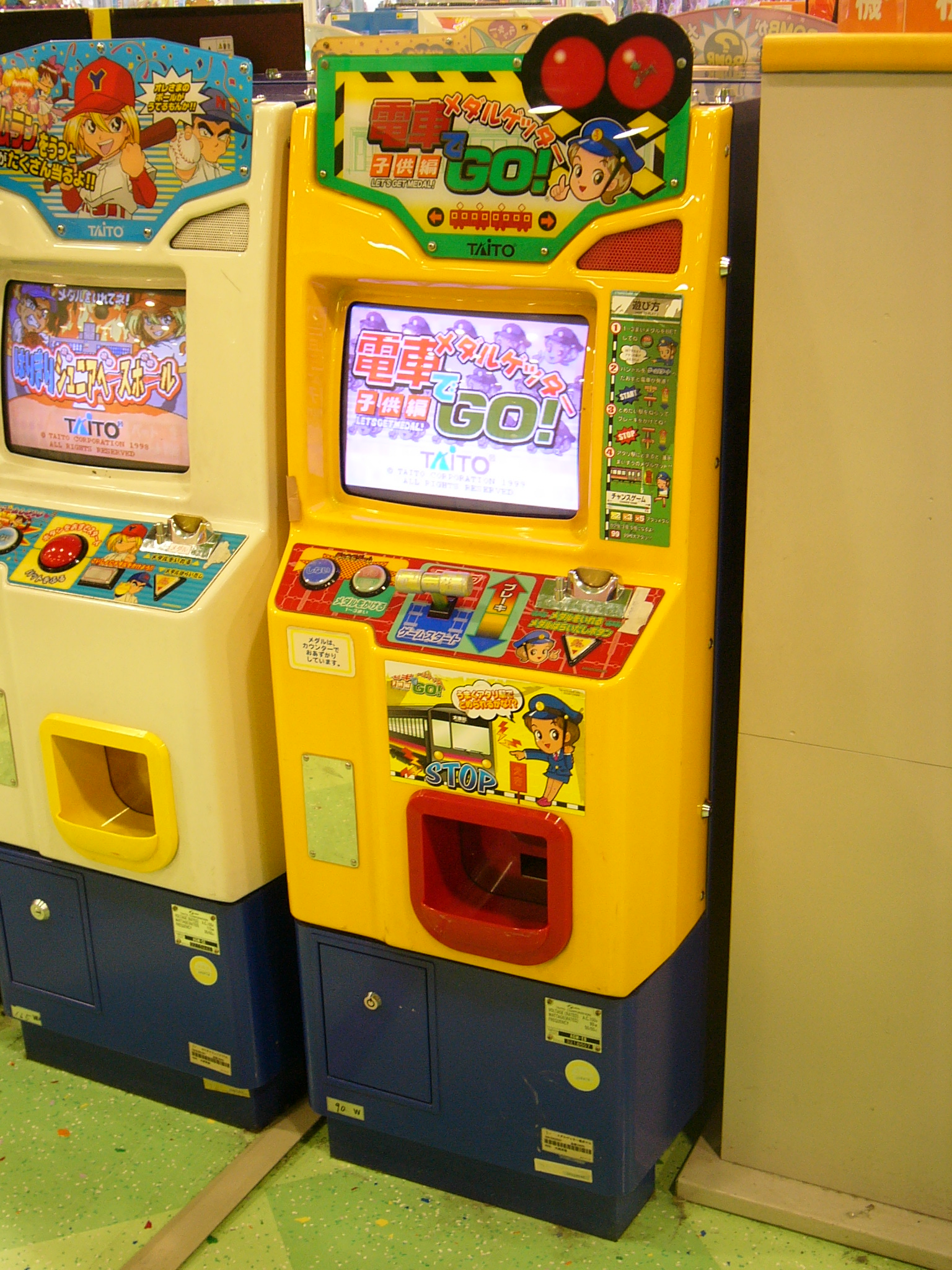
メダルゲッター電車でGO! 子供編
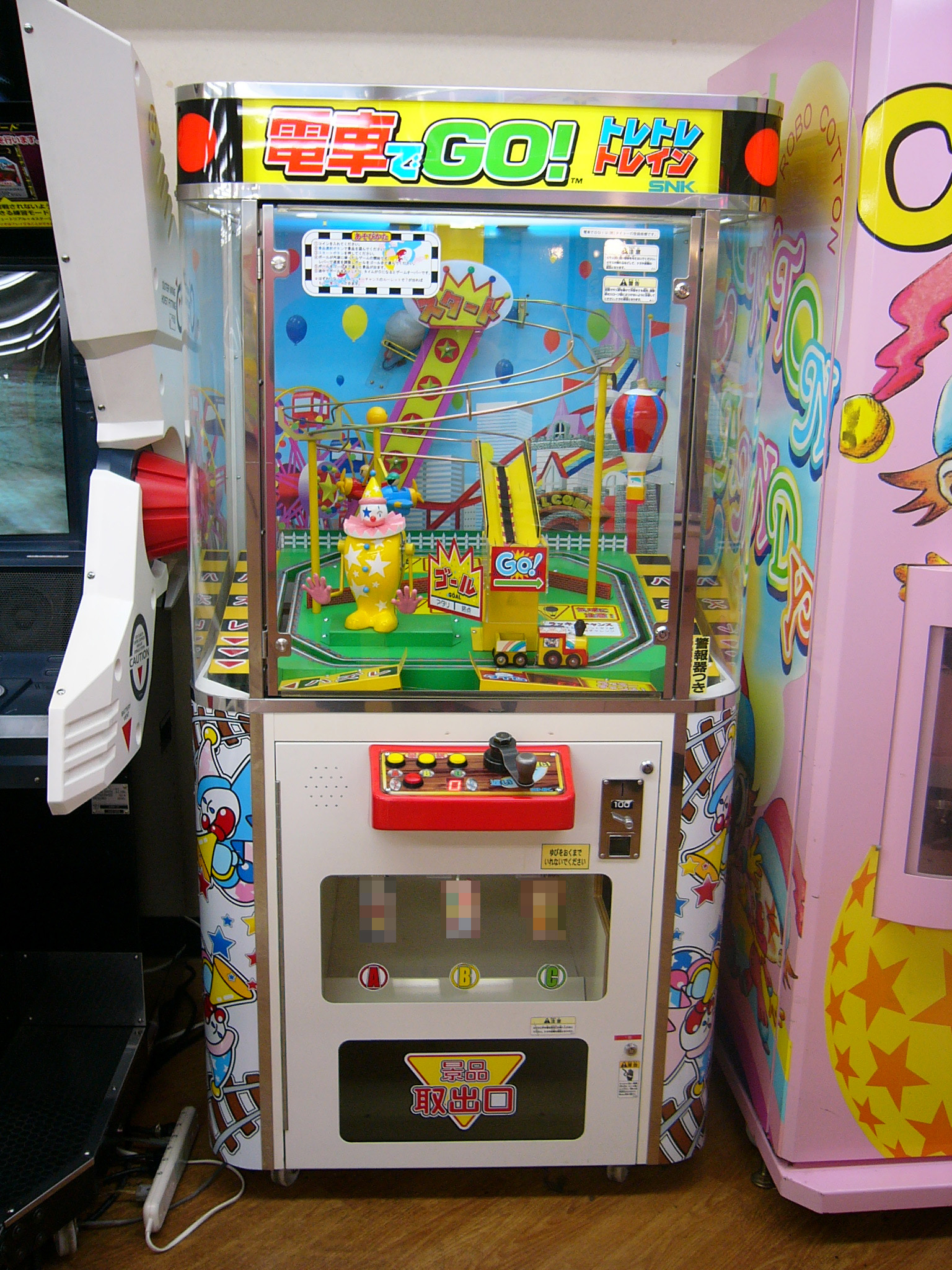
電車でGO! トレトレトレイン

### パチンコ・パロット
以下、全てSANKYOより発売。
- CRフィーバー電車でGO!（2000年）
  - 後に同名のパチンコシミュレータ（PlayStation用ソフト）もインターナショナルカードシステムより発売された。
- CRフィーバー電車でGO!2（2006年）
- パロット・電車でGO!2（2008年）

### 遊具
キッズレール電車でGO! SR
子供向け遊具。模型を操作して運転する。

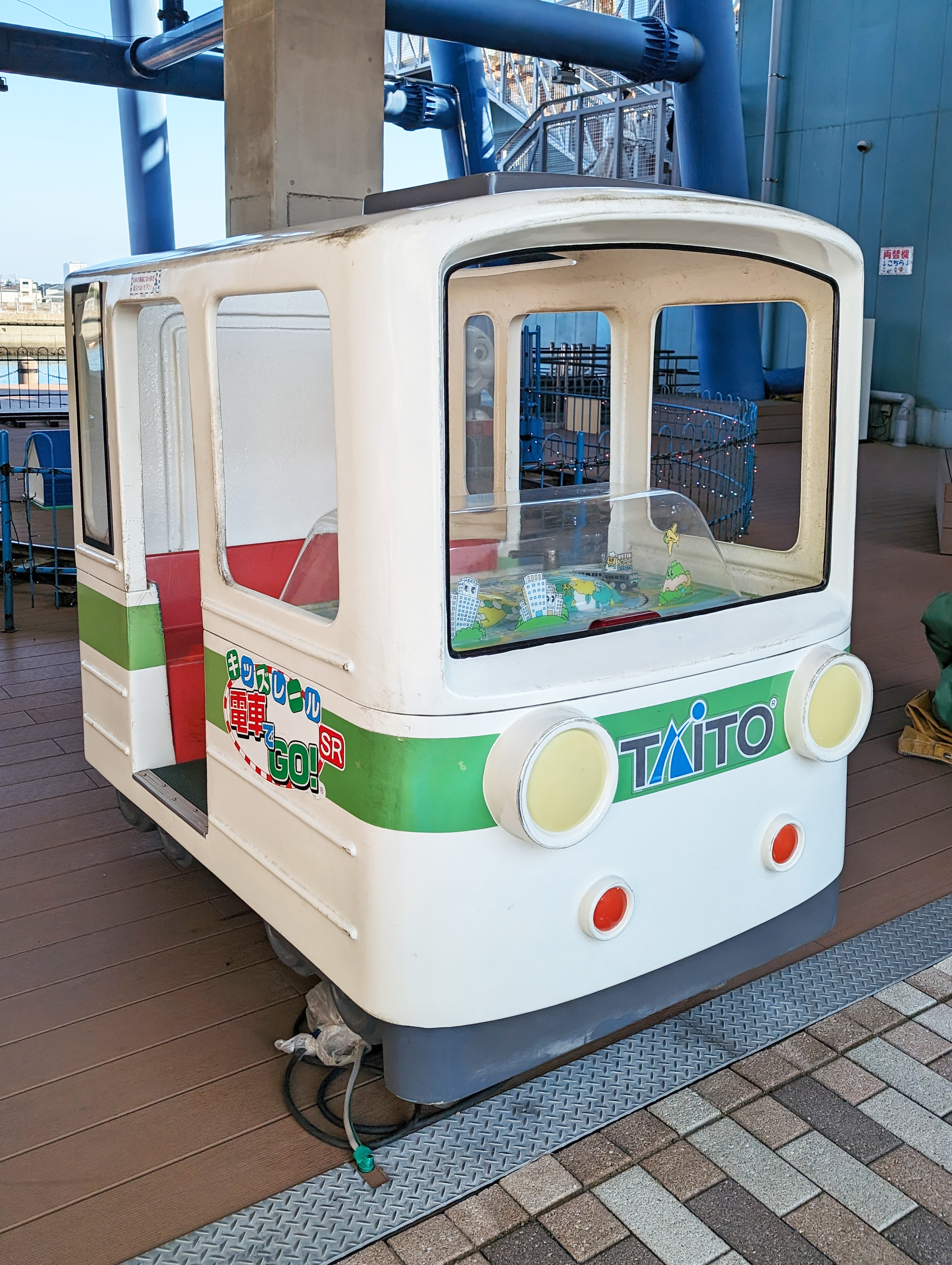
キッズレール電車でGO! SRの外観
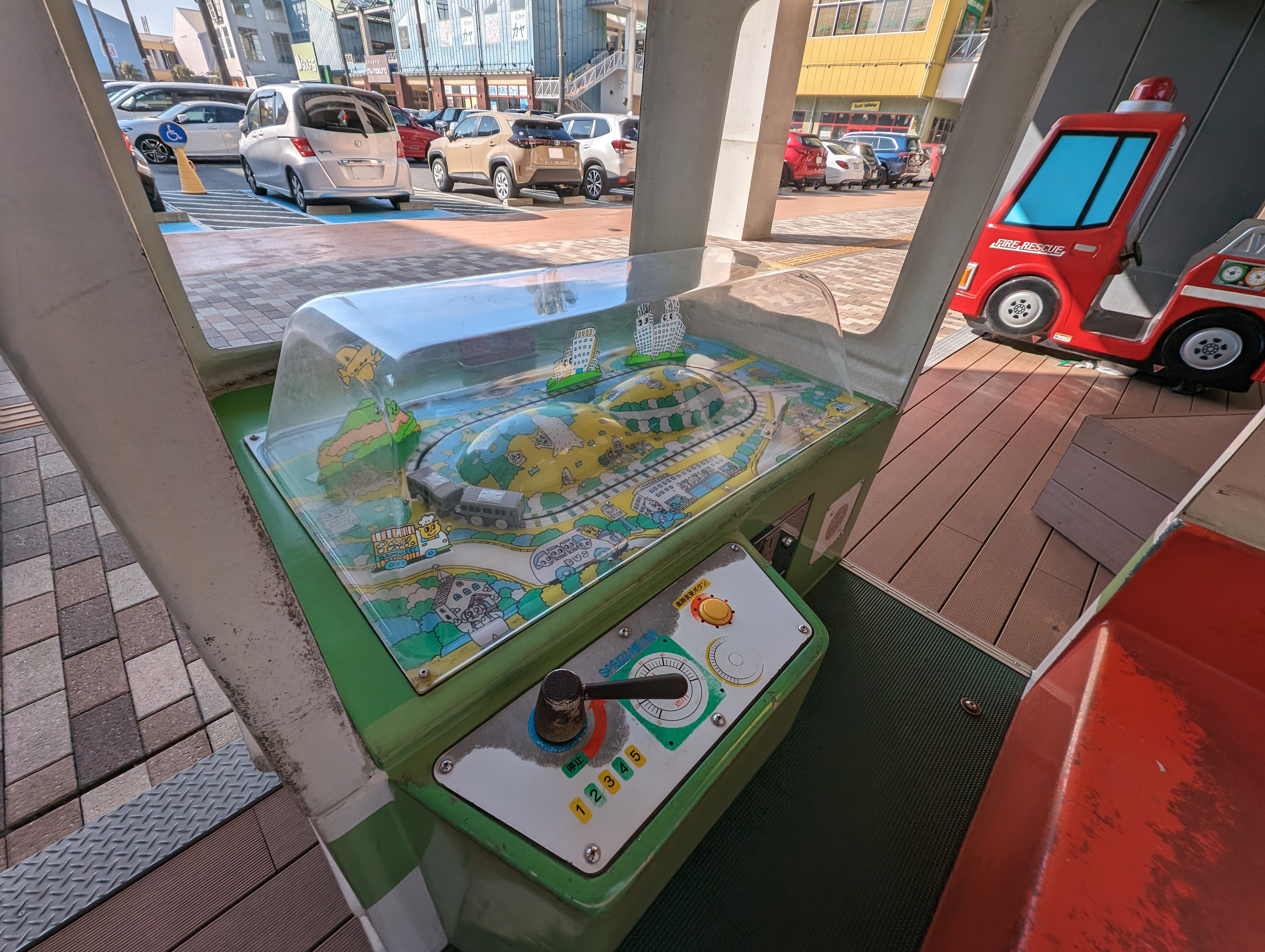
キッズレール電車でGO! SRの内部

## 未発売作品

### 電車でGO! Nゲージ編
- AC：1998年（平成10年）9月19日のアミューズメントマシンショーで展示[56]

Nゲージの車両にカメラを積み、その映像を見ながら車両の運転を行うゲーム。ショーでの展示のみで発売されなかった。